# Torneo Regional Federal Amateur 2021-22
El Torneo Regional Federal Amateur 2021-22 fue la cuarta edición del certamen, perteneciente a la cuarta categoría del fútbol argentino para los clubes indirectamente afiliados a la AFA. 

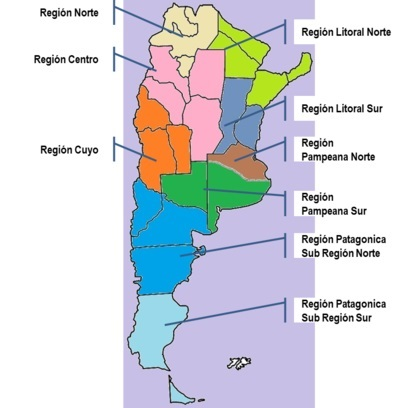
Distribución por regiones.

Comenzó el 20 de noviembre de 2021 y finalizó el 20 de febrero de 2022.
Otorgó cuatro plazas para el Torneo Federal A 2022. Los demás equipos retornaron a su liga de origen una vez finalizada la competencia.

## Ascensos y descensos
- Equipos salientes

| Ascendidos al Torneo Federal A 2021 | Ascendidos al Torneo Federal A 2021 |
| Posición                            | Equipo                              |
| ----------------------------------- | ----------------------------------- |
| Primer ascenso                      | Ciudad de Bolívar                   |
| Segundo ascenso                     | Independiente (C)                   |
| Tercer ascenso                      | Racing (C)                          |
| Cuarto ascenso                      | Gimnasia y Tiro (S)                 |

| Descendidos del Torneo TRFA 2020-21         |
| ------------------------------------------- |
| Todos los clubes que no lograron el ascenso |

- Equipos entrantes

| Clasificados de las ligas regionales                                                                            |
| --- |
| Los campeones y algunos subcampeones de las ligas que confirmaron su participación y cumplieron los requisitos. |

| Descendidos del Torneo Transición Federal A 2020 |
| ------------------------------------------------ |
| No hubo                                          |

| Clasificados de las federaciones | Clasificados de las federaciones |
| Federación                       | Equipo                           |
| -------------------------------- | -------------------------------- |
| Federación Bonaerense Pampeana   | Dep. José C. Paz                 |
| Federación Bonaerense Pampeana   | Huracán (IW)                     |
| Federación Cordobesa             | Olimpo (L)                       |
| Federación Catamarqueña          | Coronel Daza                     |
| Federación Chaqueña              | Estudiantes (R)                  |
| Copa Jujuy                       | Sportivo Alberdi                 |
| Federación Misionera             | Olimpia/San Antonio (O)          |
| Federación Norte de Buenos Aires | Sp. Barracas (C)                 |
| Federación Patagónica            | Gaiman FC                        |
| Federación Patagónica            | Petroquímico Chinese             |
| Federación Patagónica            | Catriel                          |
| Federación Riojana               | Sp. San Francisco                |
| Federación Salteña - Copa Salta  | Dep. El Galpón                   |
| Federación Salteña - Copa Salta  | Dep. La Merced                   |
| Federación Sanjuanina            | Sportivo del Carril              |
| Federación Sanluiseña            | EFI Juniors                      |

| Clasificados por licencia deportiva |
| ----------------------------------- |
| 9 de Julio (R)                      |
| 9 de Julio (RT)                     |
| All Boys (SR)                       |
| Altos Hornos Zapla                  |
| Américo Tesorieri (LR)              |
| Argentino Peñarol                   |
| Atenas (RC)                         |
| Atlético Paraná                     |
| Atlético San Jorge                  |
| Bella Vista (BB)                    |
| Boxing Club                         |
| CAI                                 |
| Centenario (N)                      |
| Costa Brava                         |
| Defensores de Glew                  |
| Defensores de Salto                 |
| FADEP                               |
| Ferro Carril Sud                    |
| Germinal                            |
| General Paz Juniors                 |
| Guaraní Antonio Franco              |
| Huracán (G)                         |
| Independiente (N)                   |
| J.J. Moreno                         |
| Juventud Antoniana                  |
| Las Palmas                          |
| Libertad (S)                        |
| Liniers (BB)                        |
| Mariano Moreno (J)                  |
| Maronese                            |
| Racing (O)                          |
| Rivadavia (L)                       |
| San Martín (M)                      |
| Sarmiento (LB)                      |
| Sol de América (F)                  |
| Tiro y Gimnasia (SP)                |
| Atlético Trinidad                   |
| Unión Santiago                      |
| Victoria (CC)                       |

## Formato

### Etapa clasificatoria
Los participantes se distribuyeron -por cercanía geográfica- en ocho regiones diferentes, cada una conformada por un número variable de zonas. En el marco de ellas, jugaron dos vueltas por el sistema de todos contra todos, para clasificar a dieciséis de ellos (ocho en el caso de la Región Bonaerense Pampeana Sur) a las siguientes rondas, que se disputaron por eliminación directa a dos partidos, hasta consagrar un ganador. 

#### Región Norte
Con treinta equipos divididos en ocho zonas. 

#### Región Litoral Norte
Con veintiocho equipos divididos en siete zonas. 

#### Región Centro
Con cuarenta equipos divididos en once zonas. 

#### Región Litoral Sur
Con veintisiete equipos divididos en ocho zonas. 

#### Región Cuyo
Con veintiocho equipos divididos en siete zonas. 

#### Región Bonaerense Pampeana Norte
Con veintisiete equipos divididos en siete zonas. 

#### Región Bonaerense Pampeana Sur
Con veinte equipos divididos en seis zonas. 

#### Región Patagónica
Con veintinueve equipos divididos en nueve zonas.

### Etapa final
Los clasificados de cada una de las regiones disputaron cuatro finales a partido único, en estadio neutral, según enfrentamientos preestablecidos. Los ganadores participaron del Torneo Federal A 2022.

## Equipos participantes

### Región Norte
| Zona | Equipo                                                 | Ciudad                        | Provincia | Estadio                             | Capacidad | Liga de origen                        |
| ---- | ------------------------------------------------------ | ----------------------------- | --------- | ----------------------------------- | --------- | ------------------------------------- |
| 1    | Club Concepción El Cóndor                              | El Cóndor                     | Jujuy     | Único de La Quiaca                  | 1500      | Liga Puneña                           |
| 1    | Club Deportivo Santa Catalina                          | Santa Catalina                | Jujuy     | Sin nombre                          | 150       | Liga Puneña                           |
| 1    | Club Atlético Terry                                    | Tilcara                       | Jujuy     | Presidente Juan Carlos Ayarde       | 150       | Liga Quebradeña                       |
| 2    | Club Sportivo Alberdi                                  | Libertador General San Martín | Jujuy     | Ángel Lamas                         | 1500      | Liga Regional Jujeña                  |
| 2    | Club Defensores de Fraile Pintado                      | Fraile Pintado                | Jujuy     | Sin nombre                          | 2000      | Liga Regional Jujeña                  |
| 2    | Club de Gimnasia y Tiro                                | Orán                          | Salta     | Sin nombre                          | 2000      | Liga Regional de Bermejo              |
| 2    | Club Deportivo Unión Madereros                         | General Mosconi               | Salta     | Sin nombre                          | 2500      | Liga Departamental General San Martín |
| 3    | Club Atlético Talleres                                 | Perico                        | Jujuy     | Doctor Plinio Zabala                | 6000      | Liga Jujeña                           |
| 3    | Club Atlético Ciudad de Nieva                          | San Salvador de Jujuy         | Jujuy     | Sin nombre                          | 150       | Liga Jujeña                           |
| 3    | Asociación Cultural y Deportiva Altos Hornos Zapla     | Palpalá                       | Jujuy     | Emilio Fabrizzi                     | 20 700    | Liga Jujeña                           |
| 3    | Club Atlético Monterrico San Vicente                   | Monterrico                    | Jujuy     | Antonio M. Berruezo                 | 2500      | Liga Departamental El Carmen          |
| 4    | Club Atlético San Pedro                                | San Pedro de Jujuy            | Jujuy     | Sin nombre                          | 1500      | Liga del Ramal Jujeña                 |
| 4    | Club Sociedad de Tiro y Gimnasia                       | San Pedro de Jujuy            | Jujuy     | El Fortín de Barrio Belgrano        | 5000      | Liga del Ramal Jujeña                 |
| 4    | Club Atlético Redes de La Patria                       | El Bordo                      | Salta     | Sin nombre                          | 150       | Liga Güemense                         |
| 5    | Club Social y Deportivo General Don José de San Martín | Salta                         | Salta     | Sin nombre                          | 2500      | Liga Salteña                          |
| 5    | Club Atlético San Agustín                              | San Agustín                   | Salta     | Sin nombre                          | 150       | Liga del Valle de Lerma               |
| 5    | Club Atlético Juventud Unida                           | Rosario de Lerma              | Salta     | Alberto Durand                      | 350       | Liga del Valle de Lerma               |
| 5    | Club Atlético San Isidro                               | Cafayate                      | Salta     | Club Michel Torino                  | 2500      | Liga Calchaquí                        |
| 6    | Centro Juventud Antoniana                              | Salta                         | Salta     | Fray Honorato Pistoia               | 12 000    | Liga Salteña                          |
| 6    | Club Deportivo Villa San Antonio                       | Salta                         | Salta     | Liga Salteña                        | 3500      | Liga Salteña                          |
| 6    | Club Deportivo La Merced                               | La Merced                     | Salta     | Eduardo Del Valle                   | 150       | Liga del Valle de Lerma               |
| 6    | Club Social y Deportivo YPF                            | Joaquín V. González           | Salta     | Profesor Emilio Manuel Zigaran      | 1800      | Liga Anteña                           |
| 7    | Club Atlético Barrio Obrero                            | Joaquín V. González           | Salta     | Profesor Emilio Manuel Zigaran      | 1800      | Liga Anteña                           |
| 7    | Club Deportivo El Galpón                               | El Galpón                     | Salta     | Municipal de El Galpón              | 800       | Liga Metanense                        |
| 7    | Club Deportivo Talleres                                | San José de Metán             | Salta     | Raúl Pastor Moya                    | 3000      | Liga Metanense                        |
| 7    | Club Social y Cultural Atlético Normal Rosarino        | Rosario de La Frontera        | Salta     | Municipal de Rosario de la Frontera | 3500      | Liga de Rosario de la Frontera        |
| 8    | Club Atlético Amalia                                   | San Miguel de Tucumán         | Tucumán   | Independencia                       | 6000      | Liga Tucumana                         |
| 8    | Club Unión del Norte                                   | Burruyacú                     | Tucumán   | Pedro Fagalde                       | 1500      | Liga Tucumana                         |
| 8    | Club Deportivo Llorens                                 | Concepción                    | Tucumán   | Roberto Pilla Rodríguez             | 1600      | Liga Tucumana                         |
| 8    | Club Sportivo Bella Vista                              | Bella Vista                   | Tucumán   | De las Palmeras                     | 8000      | Liga Tucumana                         |

### Región Litoral Norte
| Zona | Equipo                                         | Ciudad                       | Provincia  | Estadio                        | Capacidad | Liga de origen                |
| ---- | ---------------------------------------------- | ---------------------------- | ---------- | ------------------------------ | --------- | ----------------------------- |
| 1    | Club Deportivo Guaraní Antonio Franco          | Posadas                      | Misiones   | Clemente Fernández de Oliveira | 8000      | Liga Posadeña                 |
| 1    | Club Atlético Bartolomé Mitre                  | Posadas                      | Misiones   | Ernesto Cucchiaroni            | 7000      | Liga Posadeña                 |
| 1    | Santo Pipó Sporting Club                       | Santo Pipó                   | Misiones   | Sin nombre                     | 300       | Liga Posadeña                 |
| 1    | Alianza Olimpia-San Antonio                    | Oberá                        | Misiones   | Juan G. Cáceres                | 1000      | Liga Obereña                  |
| 2    | Club Sol de América                            | Formosa                      | Formosa    | Sin nombre                     | 12 000    | Liga Formoseña                |
| 2    | Club Atlético 1.º de Mayo                      | Formosa                      | Formosa    | Sin nombre                     | 12 000    | Liga Formoseña                |
| 2    | Club Atlético Social y Deportivo 9 de Julio    | Clorinda                     | Formosa    | Sinforiano Cabral              | 800       | Liga Clorindense              |
| 2    | Club Atlético y Recreativo Juventud            | Clorinda                     | Formosa    | Carmelo Santiago Celauro       | 2500      | Liga Clorindense              |
| 3    | Club 8 de Diciembre                            | Formosa                      | Formosa    | Antonio Romero                 | 23 000    | Liga Formoseña                |
| 3    | Club Atlético Falucho                          | General José de San Martín   | Chaco      | Sin nombre                     | 150       | Liga de Futbol del Norte      |
| 3    | Fútbol Club Pabellón Argentino                 | Las Palmas                   | Chaco      | Liga Las Palmas                | 3500      | Liga Las Palmas               |
| 3    | Club Atlético Estudiantes                      | Resistencia                  | Chaco      | La Caldera                     | 2600      | Liga Chaqueña                 |
| 4    | Club Social y Deportivo Fontana                | Fontana                      | Chaco      | Sin nombre                     | 2000      | Liga Chaqueña                 |
| 4    | Club Atlético Juventud                         | Puerto Tirol                 | Chaco      | El Coloso                      | 4500      | Liga Chaqueña                 |
| 4    | Club Sportivo Cultural                         | Juan José Castelli           | Chaco      | Sin nombre                     | 600       | Liga Saenzpeñense             |
| 4    | Club Atlético Ferrocarril General Belgrano     | Presidencia Roque Sáenz Peña | Chaco      | Pedro Castillo                 | 2100      | Liga Saenzpeñense             |
| 5    | Club Atlético Alvear                           | Villa Ángela                 | Chaco      | Sin nombre                     | 1200      | Asociación del Oeste Chaqueño |
| 5    | Club Deportivo Comercio                        | Santa Sylvina                | Chaco      | Sin nombre                     | 5000      | Asociación del Oeste Chaqueño |
| 5    | Club Social y Deportivo San Jorge              | Hermoso Campo                | Chaco      | Sin nombre                     | 150       | Liga del Noroeste Chaqueño    |
| 5    | Club Atlético Huracán                          | Las Breñas                   | Chaco      | Sin nombre                     | 1100      | Liga del Noroeste Chaqueño    |
| 6    | Ferroviario Corrientes Fútbol Club             | Corrientes                   | Corrientes | Juan Carlos Vallejos           | 2500      | Liga Correntina de Fútbol     |
| 6    | Alianza San Jorge de Almagro-Deportivo Popular | Corrientes                   | Corrientes | Sin nombre                     | 150       | Liga Correntina de Fútbol     |
| 6    | Club Social y Deportivo Cañonazo               | Lavalle                      | Corrientes | Sin nombre                     | 150       | Liga Goyana                   |
| 6    | Huracán Football Club                          | Goya                         | Corrientes | Ramón Cacique Oviedo           | 7000      | Liga Goyana                   |
| 7    | Club Social y Deportivo Victoria               | Curuzú Cuatiá                | Corrientes | Sin nombre                     | 150       | Liga General Belgrano         |
| 7    | Club Defensores de San Roque                   | Bella Vista                  | Corrientes | Francisco Ramón Puyol          | 500       | Liga Bellavistense            |
| 7    | Club Social y Deportivo Comunicaciones         | Mercedes                     | Corrientes | Lorenzo Colombi                | 6000      | Liga Mercedeña                |
| 7    | Club Social Cultural y Deportivo Puente Seco   | Paso de los Libres           | Corrientes | Agustín Faraldo                | 3000      | Liga Libreña                  |

### Región Centro
| Zona | Equipo                                                  | Ciudad                              | Provincia           | Estadio                         | Capacidad | Liga de origen                |
| ---- | ------------------------------------------------------- | ----------------------------------- | ------------------- | ------------------------------- | --------- | ----------------------------- |
| 1    | Club Atlético Unión Santiago                            | Santiago del Estero                 | Santiago del Estero | Roberto Tito Molinari           | 6500      | Liga Santiagueña              |
| 1    | Club Atlético Sarmiento                                 | La Banda                            | Santiago del Estero | Ciudad de la Banda              | 8000      | Liga Santiagueña              |
| 1    | Club Atlético Unión Bobadal                             | El Bobadal                          | Santiago del Estero | Sin nombre                      | 150       | Liga del Noroeste Santiagueño |
| 1    | Club Atlético San Martín                                | El Ojito                            | Santiago del Estero | Sin nombre                      | 150       | Liga del Noroeste Santiagueño |
| 2    | Club Atlético Racing                                    | Belén                               | Catamarca           | Sin nombre                      | 3000      | Liga Belenista                |
| 2    | Club Deportivo Américo Tesorieri                        | San Fernando del Valle de Catamarca | Catamarca           | Malvinas Argentinas             | 6000      | Liga Catamarqueña             |
| 2    | Club Atlético Policial                                  | San Fernando del Valle de Catamarca | Catamarca           | Malvinas Argentinas             | 6000      | Liga Catamarqueña             |
| 3    | Club Atlético San Lorenzo de Alem                       | San Fernando del Valle de Catamarca | Catamarca           | Malvinas Argentinas             | 6000      | Liga Catamarqueña             |
| 3    | Club Social y Deportivo Bañado de Ovanta                | Bañado de Ovanta                    | Catamarca           | Sin nombre                      | 1000      | Liga de Fútbol de Santa Rosa  |
| 3    | Club Defensores de Esquiú                               | San José de Piedra Blanca           | Catamarca           | Sin nombre                      | 1000      | Liga Chacarera                |
| 3    | Club Deportivo Coronel Daza                             | Banda de Varela                     | Catamarca           | Jorge César Vargas              | 1200      | Liga Chacarera                |
| 4    | Club Atlético Los Andes                                 | Guandacol                           | La Rioja            | Sin nombre                      | 1200      | Liga del Oeste Riojano        |
| 4    | Club Atlético Unión                                     | Malligasta                          | La Rioja            | Pascual García                  | 150       | Liga Chileciteña              |
| 4    | Andino Sport Club                                       | La Rioja                            | La Rioja            | Carlos Augusto Mercado Luna     | 30 000    | Liga Riojana                  |
| 4    | Club Atlético Américo Tesorieri                         | La Rioja                            | La Rioja            | Carlos Augusto Mercado Luna     | 30 000    | Liga Riojana                  |
| 5    | Club Sportivo San Francisco                             | La Rioja                            | La Rioja            | Carlos Augusto Mercado Luna     | 30 000    | Liga Riojana                  |
| 5    | Club Sportivo Barrio Argentino                          | Chamical                            | La Rioja            | Liga de Los Llanos              | 1200      | Liga de Los Llanos            |
| 5    | Club Atlético River Plate                               | Chepes                              | La Rioja            | Sin nombre                      | 150       | Liga del Sur Riojano          |
| 6    | Club Atlético Independiente                             | Cosquín                             | Córdoba             | Lázaro R. Andrada               | 150       | Liga Departamental de Punilla |
| 6    | Club Social y Deportivo Colón                           | Colonia Caroya                      | Córdoba             | Sin nombre                      | 100       | Liga Regional Colón           |
| 6    | Club Atlético General Paz Juniors                       | Córdoba                             | Córdoba             | Carlos Lacasia                  | 11 000    | Liga Cordobesa                |
| 7    | Club Atlético Las Palmas                                | Córdoba                             | Córdoba             | Sin nombre                      | 6000      | Liga Cordobesa                |
| 7    | Club Atlético Avellaneda                                | Córdoba                             | Córdoba             | Sin nombre                      | 2000      | Liga Cordobesa                |
| 7    | Centro Social y Deportivo Brinkmann                     | Brinkmann                           | Córdoba             | Sin nombre                      | 150       | Liga Regional San Francisco   |
| 7    | Asociación Deportiva 9 de Julio                         | Morteros                            | Córdoba             | La Villa                        | 9000      | Liga Regional San Francisco   |
| 8    | Club Atlético Argentino Peñarol                         | Córdoba                             | Córdoba             | El Trampero                     | 4000      | Liga Cordobesa                |
| 8    | Club Atlético Escuela Presidente Roca                   | Córdoba                             | Córdoba             | Sin nombre                      | 3000      | Liga Cordobesa                |
| 8    | Club Deportivo y Cultural Unión                         | Oncativo                            | Córdoba             | Sin nombre                      | 1000      | Liga Independiente            |
| 9    | Club Atlético Ticino                                    | Ticino                              | Córdoba             | Sin nombre                      | 350       | Liga Villamariense            |
| 9    | Club Deportivo Universitario Villa María                | Villa María                         | Córdoba             | Plaza Manuel Anselmo Ocampo     | 7000      | Liga Villamariense            |
| 9    | Club Atlético Aeronáutico Biblioteca y Mutual Sarmiento | Leones                              | Córdoba             | La Calderita                    | 2000      | Liga Bellvillense             |
| 9    | Club Defensores de San Antonio de Litín                 | San Antonio de Litín                | Córdoba             | Sin nombre                      | 150       | Liga Bellvillense             |
| 10   | Atlético Olimpo Asociación Mutual                       | Laborde                             | Córdoba             | Coco Bordi                      | 3000      | Liga Beccar Varela            |
| 10   | Club Deportivo Argentino                                | Monte Maíz                          | Córdoba             | Modesto Marrone                 | 3500      | Liga Beccar Varela            |
| 10   | Club Atlético Villa Plomo                               | Serrano                             | Córdoba             | Magdalena Conte y José Brignone | 2000      | Liga de Laboulaye             |
| 10   | Club Atlético Acción Juvenil Tiro y Gimnasia            | General Deheza                      | Córdoba             | Alfonso Faucher                 | 3000      | Liga de Río Cuarto            |
| 11   | Club Sportivo y Biblioteca Atenas                       | Río Cuarto                          | Córdoba             | 9 de Julio                      | 9000      | Liga de Río Cuarto            |
| 11   | Club Juventud Unida Río Cuarto                          | Río Cuarto                          | Córdoba             | Los Teros                       | 2000      | Liga de Río Cuarto            |
| 11   | Toro Club Social y Deportivo                            | Coronel Moldes                      | Córdoba             | Coliseo Azulgrana               | 2000      | Liga de Río Cuarto            |
| 11   | Club Sportivo 9 de Julio                                | Río Tercero                         | Córdoba             | Aniceto Hortal                  | 4000      | Liga Riotercerense            |

### Región Litoral Sur
| Zona | Equipo                                      | Ciudad                    | Provincia           | Estadio                   | Capacidad | Liga de origen                 |
| ---- | ------------------------------------------- | ------------------------- | ------------------- | ------------------------- | --------- | ------------------------------ |
| 1    | Club Atlético Paraná                        | Paraná                    | Entre Ríos          | Pedro Mutio               | 9000      | Liga Paranaense                |
| 1    | Club Atlético Belgrano                      | Paraná                    | Entre Ríos          | Nuevo Mondonguero         | 1000      | Liga Paranaense                |
| 1    | Centro de Exalumnos de la Escuela Don Bosco | Paraná                    | Entre Ríos          | Dr. Julio Federik         | 150       | Liga Paranaense                |
| 1    | Club Deportivo Atlético y Social San Martín | Diamante                  | Entre Ríos          | Sin nombre                | 150       | Liga Diamantina                |
| 2    | Santa María de Oro Fútbol Club              | Concordia                 | Entre Ríos          | Parque Mitre              | 6000      | Liga Concordiense              |
| 2    | Club Atlético Libertad                      | Concordia                 | Entre Ríos          | Parque Mitre              | 6000      | Liga Concordiense              |
| 2    | Club Deportivo América                      | Federación                | Entre Ríos          | Sin nombre                | 150       | Liga Federaense                |
| 3    | Club Atlético Uruguay                       | Concepción del Uruguay    | Entre Ríos          | Simón Luciano Plazaola    | 500       | Liga de Concepción del Uruguay |
| 3    | Club Recreativo San Jorge                   | Villa Elisa               | Entre Ríos          | Justo José Lezcano        | 150       | Liga Departamental de Colón    |
| 3    | Club Social y Deportivo Achirense           | Colonia Las Achiras       | Entre Ríos          | Guillermo Bonnín          | 1500      | Liga Departamental de Colón    |
| 3    | Club Atlético Sauce                         | Colón                     | Entre Ríos          | Prudencio Toledo          | 4000      | Liga Departamental de Colón    |
| 4    | Club Atlético Caballú                       | La Paz                    | Entre Ríos          | Sin nombre                | 150       | Liga Paceña                    |
| 4    | Club Atlético Arsenal                       | Viale                     | Entre Ríos          | 5 de Octubre              | 2000      | Liga Paraná Campaña            |
| 4    | Club Unión Agrarios Cerrito                 | Cerrito                   | Entre Ríos          | Sin nombre                | 800       | Liga Paraná Campaña            |
| 5    | Puerto San Martín Fútbol Social y Deportivo | Puerto General San Martín | Santa Fe            | 4 de Junio                | 5000      | Liga Sanlorencina              |
| 5    | Club Atlético Carcarañá                     | Carcarañá                 | Santa Fe            | Gigante de la 9           | 3000      | Liga Cañadense                 |
| 5    | Club Atlético y Biblioteca Campaña          | Carcarañá                 | Santa Fe            | Centenario                | 300       | Liga Cañadense                 |
| 5    | Club Atlético Unión y Sociedad Italiana     | Álvarez                   | Santa Fe            | Don Ángel Moscoloni       | 150       | Asociación Rosarina            |
| 6    | Club Unión y Juventud                       | Bandera                   | Santiago del Estero | Sin nombre                | 150       | Liga Ceresina                  |
| 6    | Club Atlético 9 de Julio                    | Rafaela                   | Santa Fe            | Germán Solterman          | 7000      | Liga Rafaelina                 |
| 6    | Club Deportivo Libertad                     | Sunchales                 | Santa Fe            | Dr. Plácido Tita          | 3500      | Liga Rafaelina                 |
| 7    | Club Atlético Argentino Quilmes             | Rafaela                   | Santa Fe            | Agustín Giuliani          | 3000      | Liga Rafaelina                 |
| 7    | Club Atlético Argentino de San Carlos       | San Carlos Centro         | Santa Fe            | 12 de Enero               | 5000      | Liga Santafesina               |
| 7    | Club Colón de San Justo                     | San Justo                 | Santa Fe            | Mercedes Alesso de Bieler | 10 000    | Liga Santafesina               |
| 8    | Club Atlético San Jorge Mutual y Social     | San Jorge                 | Santa Fe            | Parque 23 de Junio        | 6000      | Liga Departamental San Martín  |
| 8    | Club Sportivo Ben Hur                       | Rafaela                   | Santa Fe            | Néstor Zenklusen          | 10 000    | Liga Rafaelina                 |
| 8    | Club Atlético Miramar                       | Arroyo Aguiar             | Santa Fe            | Sin nombre                | 150       | Liga Regional Paivense         |

### Región Cuyo
| Zona | Equipo                                      | Ciudad            | Provincia | Estadio                       | Capacidad | Liga de origen                       |
| ---- | ------------------------------------------- | ----------------- | --------- | ----------------------------- | --------- | ------------------------------------ |
| 1    | Club Jorge Newbery                          | Villa Mercedes    | San Luis  | Osvaldo Centioni              | 3500      | Liga de Fútbol de Mercedes           |
| 1    | Club Sportivo Pueyrredón                    | Villa Mercedes    | San Luis  | Único del Parque La Pedrera   | 28 000    | Liga de Fútbol de Mercedes           |
| 1    | Club Atlético Alianza Futbolística          | Villa Mercedes    | San Luis  | El Tigre                      | 300       | Liga de Fútbol de Mercedes           |
| 1    | Escuela de Fútbol Infantil Juniors          | San Luis          | San Luis  | Sin nombre                    | 150       | Liga Sanluiseña                      |
| 2    | Club Atlético Huracán                       | San Luis          | San Luis  | La Ripiera                    | 1000      | Liga Sanluiseña                      |
| 2    | Club Gimnasia y Esgrima y Pedernera Unidos  | San Luis          | San Luis  | El Panorámico                 | 3000      | Liga Sanluiseña                      |
| 2    | Club Deportivo Naschel Unidos               | Naschel           | San Luis  | Sin nombre                    | 150       | Liga del Valle del Conlara           |
| 2    | Club Social y Deportivo General San Martín  | Merlo             | San Luis  | Sin nombre                    | 150       | Liga del Valle del Conlara           |
| 3    | Atlético Club San Martín                    | San Martín        | Mendoza   | Libertador General San Martín | 8782      | Liga Mendocina                       |
| 3    | Fundación Amigos por el Deporte             | Carrodilla        | Mendoza   | Sin nombre                    | 150       | Liga Mendocina                       |
| 3    | Gutiérrez Sport Club                        | General Gutiérrez | Mendoza   | Anselmo Zingaretti            | 5000      | Liga Mendocina                       |
| 3    | Andes Talleres Sport Club                   | Godoy Cruz        | Mendoza   | Ingelmo Nicolás Blázquez      | 10 000    | Liga Mendocina                       |
| 4    | Club Deportivo Malargüe                     | Malargüe          | Mendoza   | Abraham Hureta                | 1000      | Liga Independiente de Fútbol Amateur |
| 4    | Club Deportivo Vialidad Nacional            | Malargüe          | Mendoza   | Sin nombre                    | 250       | Liga Independiente de Fútbol Amateur |
| 4    | Club Independiente Calle Larga              | El Tropezón       | Mendoza   | Sin nombre                    | 250       | Liga Sanrafaelina                    |
| 4    | Club Sportivo Balloffet                     | San Rafael        | Mendoza   | Sin nombre                    | 2500      | Liga Sanrafaelina                    |
| 5    | Club Sportivo El Porvenir                   | San Rafael        | Mendoza   | Sin nombre                    | 1000      | Liga Sanrafaelina                    |
| 5    | Sport Club Pacífico                         | General Alvear    | Mendoza   | El Coliseo                    | 7000      | Liga Alvearense (Mendoza)            |
| 5    | Club Atlético Ferrocarril Oeste             | Alvear Oeste      | Mendoza   | Sin nombre                    | 400       | Liga Alvearense (Mendoza)            |
| 5    | Sport Club Argentino                        | Alvear Oeste      | Mendoza   | Héroes de Malvinas            | 1000      | Liga Alvearense (Mendoza)            |
| 6    | Club Sportivo San Martín                    | Rodeo             | San Juan  | Sin nombre                    | 1500      | Liga Iglesiana                       |
| 6    | Club Atlético Colón Junior                  | Desamparados      | San Juan  | Dr. Jorge R. Barassi          | 10 000    | Liga Sanjuanina                      |
| 6    | Club Atlético Trinidad                      | Rawson            | San Juan  | El Templo                     | 15 000    | Liga Sanjuanina                      |
| 6    | Club Atlético de la Juventud Alianza        | Santa Lucía       | San Juan  | Centenario                    | 9000      | Liga Sanjuanina                      |
| 7    | Club Deportivo y Cultural Hipólito Yrigoyen | Santa Lucía       | San Juan  | Sin nombre                    | 150       | Asociación Amateur de Santa Lucía    |
| 7    | Football Club Angaqueros del Sud            | Dos Acequias      | San Juan  | Sin nombre                    | 150       | Liga Caucetera                       |
| 7    | Club Atlético Peñaflor                      | Villa Don Bosco   | San Juan  | Augusto Polenta               | 4000      | Liga Caucetera                       |
| 7    | Club Sportivo del Carril                    | Villa San Martín  | San Juan  | Sin nombre                    | 150       | Liga Caucetera                       |

### Región Bonaerense Pampeana Norte
| Zona | Equipo                                               | Ciudad                     | Provincia    | Estadio                 | Capacidad | Liga de origen                              |
| ---- | ---------------------------------------------------- | -------------------------- | ------------ | ----------------------- | --------- | ------------------------------------------- |
| 1    | Club Social Cultural y Deportivo Malvinas            | Ingeniero Adolfo Sourdeaux | Buenos Aires | 20 de Octubre           | 500       | Liga Escobarense                            |
| 1    | Club Social y Deportivo José C. Paz                  | José C. Paz                | Buenos Aires | 20 de Octubre           | 500       | Liga Escobarense                            |
| 1    | Musou Argentina Club de Fútbol                       | General Rodríguez          | Buenos Aires | Mario Losinno           | 6000      | Liga Zarateña                               |
| 1    | Club Deportivo Zoe                                   | Cañuelas                   | Buenos Aires | Mario Losinno           | 6000      | Liga Zarateña                               |
| 2    | Club Atlético Defensores de Glew                     | Glew                       | Buenos Aires | Glorioso de Parque Roma | 300       | Liga Metropolitana de Fútbol de San Vicente |
| 2    | Centro de Fomento Social Cultural y Deportivo Alumni | Los Hornos                 | Buenos Aires | Sin nombre              | 200       | Amateur Platense                            |
| 2    | Centro Vecinal Unidos de Olmos                       | Olmos                      | Buenos Aires | Sin nombre              | 350       | Amateur Platense                            |
| 2    | Club Atlético Estrella de Berisso                    | Berisso                    | Buenos Aires | Sin nombre              | 200       | Amateur Platense                            |
| 3    | Club Sportivo Baradero                               | Baradero                   | Buenos Aires | Sin nombre              | 1500      | Liga de Baradero                            |
| 3    | Club Deportivo Metalúrgico                           | Manuel Alberti             | Buenos Aires | Sin nombre              | 150       | Liga Escobarense                            |
| 3    | Social Atlético Televisión                           | Moreno                     | Buenos Aires | 12 de Agosto            | 1000      | Liga Lujanense                              |
| 3    | Club Atlético Las Campanas                           | Campana                    | Buenos Aires | Sin nombre              | 150       | Liga Campanense                             |
| 4    | Club Defensores de Salto                             | Salto                      | Buenos Aires | Carlos Testa            | 4000      | Liga de Salto                               |
| 4    | Club Atlético Compañía General                       | Salto                      | Buenos Aires | Guillermo Cepeda        | 1200      | Liga de Salto                               |
| 4    | Club Atlético Colón                                  | Chivilcoy                  | Buenos Aires | Juan Lucio Zanichelli   | 2000      | Liga Chivilcoyana                           |
| 4    | Club Social y Deportivo El Frontón                   | San Andrés de Giles        | Buenos Aires | José Tito Crosetti      | 300       | Liga Mercedina                              |
| 5    | Club Argentino Social y Deportivo Rancagua           | Rancagua                   | Buenos Aires | Sin nombre              | 150       | Liga de Pergamino                           |
| 5    | Club Atlético Juventud                               | Pergamino                  | Buenos Aires | Carlos Raúl Grondona    | 5000      | Liga de Pergamino                           |
| 5    | Argentino Oeste Football Club                        | San Nicolás                | Buenos Aires | Miguel Santos Podestá   | 4500      | Liga Nicoleña                               |
| 5    | Club Sportivo Barracas                               | Colón                      | Buenos Aires | Roberto Tito Pérez      | 2000      | Liga Deportiva de Colón                     |
| 6    | Club Atlético Mariano Moreno                         | Junín                      | Buenos Aires | Raúl Barcelona          | 3500      | Liga del Oeste                              |
| 6    | Club Atlético Villa Belgrano                         | Junín                      | Buenos Aires | El Bosque               | 500       | Liga del Oeste                              |
| 6    | Club Deportivo Colonial Ferré                        | Ferré                      | Buenos Aires | Sin nombre              | 1000      | Liga de General Arenales                    |
| 6    | Club Deportivo y Social 9 de Julio                   | Chacabuco                  | Buenos Aires | Aldo Carena             | 800       | Liga de Chacabuco                           |
| 7    | Club Rivadavia                                       | Lincoln                    | Buenos Aires | El Coliseo              | 10 000    | Liga de Lincoln                             |
| 7    | Club Atlético El Linqueño                            | Lincoln                    | Buenos Aires | Leonardo Costa          | 6000      | Liga de Lincoln                             |
| 7    | Academia Javier Mascherano                           | Lincoln                    | Buenos Aires | Javier Mascherano       | 150       | Liga de Lincoln                             |

### Región Bonaerense Pampeana Sur
| Zona | Equipo                                       | Ciudad                | Provincia    | Estadio                         | Capacidad | Liga de origen      |
| ---- | -------------------------------------------- | --------------------- | ------------ | ------------------------------- | --------- | ------------------- |
| 1    | Club Atlético All Boys                       | Santa Rosa            | La Pampa     | Dr. Ramón Turnes                | 4500      | Liga Cultural       |
| 1    | Club Atlético Costa Brava                    | General Pico          | La Pampa     | Nuevo Pacaembú                  | 6500      | Liga Pampeana       |
| 1    | Alvear Foot Ball Club                        | Intendente Alvear     | La Pampa     | De la Avenida                   | 1500      | Liga Pampeana       |
| 1    | Asociación Civil Racing Club                 | Eduardo Castex        | La Pampa     | Héctor Nervi                    | 700       | Liga Pampeana       |
| 2    | Club Atlético Huracán                        | Ingeniero White       | Buenos Aires | Bruno Lentini                   | 2500      | Liga del Sur        |
| 2    | Club Atlético Liniers                        | Bahía Blanca          | Buenos Aires | Alejandro Pérez                 | 6500      | Liga del Sur        |
| 2    | Club Bella Vista                             | Bahía Blanca          | Buenos Aires | Ignacio Nicolás                 | 4000      | Liga del Sur        |
| 3    | Balonpié Fútbol Club                         | San Carlos de Bolívar | Buenos Aires | Eva Perón                       | 4000      | Liga de Bolívar     |
| 3    | Club Atlético Argentinos                     | 25 de Mayo            | Buenos Aires | Sin nombre                      | 3500      | Liga Veinticinqueña |
| 3    | Club Sportivo Piazza                         | Azul                  | Buenos Aires | Félix Piazza                    | 2000      | Liga de Azul        |
| 4    | Racing Athletic Club                         | Olavarría             | Buenos Aires | José Domingo Buglione Martinese | 6000      | Liga de Olavarría   |
| 4    | Club Atlético Estudiantes                    | Olavarría             | Buenos Aires | Parque Carlos Guerrero          | 2000      | Liga de Olavarría   |
| 4    | Club Embajadores de Olavarría                | Olavarría             | Buenos Aires | Clemente Tete Di Carlo          | 400       | Liga de Olavarría   |
| 4    | Fútbol Club Ferro Carril Sud                 | Olavarría             | Buenos Aires | Domingo F. Colasurdo            | 4000      | Liga de Olavarría   |
| 5    | Club Social Deportivo y Cultural El Porvenir | San Clemente del Tuyú | Buenos Aires | 15 de Diciembre                 | 500       | Liga de la Costa    |
| 5    | Club Atlético Independiente                  | San Cayetano          | Buenos Aires | Juan Bautista Marlats           | 250       | Liga Necochense     |
| 5    | Club Atlético Kimberley                      | Mar del Plata         | Buenos Aires | José Alberto Valle              | 1500      | Liga Marplatense    |
| 6    | Club Atlético Huracán                        | Tres Arroyos          | Buenos Aires | Roberto Lorenzo Bottino         | 10 000    | Liga Tresarroyense  |
| 6    | Club Atlético Sporting                       | Punta Alta            | Buenos Aires | Enrique Mendizabal              | 12 000    | Liga del Sur        |
| 6    | Club Atlético Juarense                       | Benito Juárez         | Buenos Aires | Gastón Lafón                    | 400       | Liga Tandilense     |

### Región Patagónica
| Zona | Equipo                                                    | Ciudad               | Provincia        | Estadio                                              | Capacidad | Liga de origen             |
| ---- | --------------------------------------------------------- | -------------------- | ---------------- | ---------------------------------------------------- | --------- | -------------------------- |
| 1    | Club Atlético Social y Deportivo Camioneros de Río Grande | Río Grande           | Tierra del Fuego | Reverendo Padre José Forgacs                         | 1000      | Liga Río Grande            |
| 1    | Club Deportivo Social y Cultural Petroquímico Chinese     | Río Grande           | Tierra del Fuego | Reverendo Padre José Forgacs                         | 1000      | Liga Río Grande            |
| 1    | Club Atlético Social Deportivo Camioneros Ushuaia         | Ushuaia              | Tierra del Fuego | Hugo Lumbreras                                       | 2000      | Liga Ushuaiense            |
| 2    | Club Atlético Banfield                                    | Puerto Deseado       | Santa Cruz       | Sin nombre                                           | 150       | Liga Norte de Santa Cruz   |
| 2    | Club Defensores de Pico Truncado                          | Pico Truncado        | Santa Cruz       | Sin nombre                                           | 150       | Liga Norte de Santa Cruz   |
| 2    | Asociación Club Independiente                             | Puerto San Julián    | Santa Cruz       | Juan Panópulos                                       | 600       | Liga Centro de Santa Cruz  |
| 2    | Asociación Atlético Boxing Club                           | Río Gallegos         | Santa Cruz       | Emilio Pichón Guatti                                 | 1000      | Liga Sur de Santa Cruz     |
| 3    | Comisión de Actividades Infantiles                        | Comodoro Rivadavia   | Chubut           | Municipal de Comodoro Rivadavia                      | 8000      | Liga de Comodoro Rivadavia |
| 3    | Club Atlético Huracán                                     | Comodoro Rivadavia   | Chubut           | Municipal de Comodoro Rivadavia                      | 8000      | Liga de Comodoro Rivadavia |
| 3    | Club Atlético Jorge Newbery                               | Comodoro Rivadavia   | Chubut           | Municipal de Comodoro Rivadavia                      | 8000      | Liga de Comodoro Rivadavia |
| 4    | Club Atlético Germinal                                    | Rawson               | Chubut           | El Fortín                                            | 8000      | Liga Valle del Chubut      |
| 4    | Club Social y Deportivo Juan José Moreno                  | Puerto Madryn        | Chubut           | Hernán Egurza                                        | 250       | Liga Valle del Chubut      |
| 4    | Gaiman Fútbol Club                                        | Gaiman               | Chubut           | Villa Deportiva                                      | 4000      | Liga Valle del Chubut      |
| 4    | Racing Club                                               | Trelew               | Chubut           | Cayetano Castro                                      | 6000      | Liga Valle del Chubut      |
| 5    | Club Atlético Independiente                               | Neuquén              | Neuquén          | La Chacra                                            | 3500      | Liga del Neuquén           |
| 5    | Club Atlético Maronese                                    | Neuquén              | Neuquén          | Ciudad de Neuquén                                    | 7000      | Liga del Neuquén           |
| 5    | Asociación Deportiva Centenario                           | Centenario           | Neuquén          | Don Vicente Cónsoli, El Gigante del Barrio Sarmiento | 9000      | Liga del Neuquén           |
| 6    | Club Atlético Pacífico                                    | Neuquén              | Neuquén          | Jorge Augusto Sapag                                  | 1000      | Liga del Neuquén           |
| 6    | Club Deportivo Rincón                                     | Rincón de los Sauces | Neuquén          | Elías Moisés Gómez                                   | 400       | Liga del Neuquén           |
| 6    | Club Social y Deportivo Alianza                           | Cutral Co            | Neuquén          | Coloso del Ruca Quimey                               | 16 500    | Liga del Neuquén           |
| 7    | Club Social y Deportivo Fontana                           | Trevelin             | Chubut           | El Jardín                                            | 1000      | Liga del Oeste de Chubut   |
| 7    | Club Atlético Chicago                                     | Bariloche            | Río Negro        | Municipal José Antonio Jalil                         | 4500      | Liga de Bariloche          |
| 7    | Club Deportivo Cruz del Sur                               | Bariloche            | Río Negro        | Sin nombre                                           | 150       | Liga de Bariloche          |
| 8    | Asociación Deportiva La Amistad                           | Cipolletti           | Río Negro        | Sin nombre                                           | 1500      | Liga Confluencia           |
| 8    | Club Unión Alem Progresista                               | Allen                | Río Negro        | La Mejor del Valle                                   | 4000      | Liga Confluencia           |
| 8    | Club Social Unión Deportiva Catriel                       | Catriel              | Río Negro        | Sin nombre                                           | 150       | Liga Confluencia           |
| 9    | Club Social y Deportivo General Roca                      | General Roca         | Río Negro        | Luis Maiolino                                        | 7000      | Liga Confluencia           |
| 9    | Club Deportivo Cultural La Adela                          | La Adela             | La Pampa         | Lautaro Vicencio                                     | 150       | Liga de Rio Colorado       |
| 9    | Club Social y Deportivo Villalonga                        | Villalonga           | Buenos Aires     | Miguel Ángel Recondo                                 | 600       | Liga Rionegrina            |

|  |

## Etapa clasificatoria

### Región Norte

#### Primera ronda
Se conformaron ocho zonas, seis de ellas con cuatro equipos y dos con tres. Clasificaron a la Segunda ronda los ubicados en el primero y segundo puesto de cada una.

##### Zona 1

###### Tabla de posiciones final
| Pos. | Equipo                   | Pts. | PJ | PG | PE | PP | GF | GC | Dif. |
| ---- | ------------------------ | ---- | -- | -- | -- | -- | -- | -- | ---- |
| 1.º  | Concepción El Cóndor     | 7    | 4  | 2  | 1  | 1  | 4  | 4  | 0    |
| 2.º  | Deportivo Santa Catalina | 6    | 4  | 1  | 3  | 0  | 5  | 3  | 2    |
| 3.º  | Atlético Terry           | 2    | 4  | 0  | 2  | 2  | 3  | 5  | −2   |

|  | Clasificados a la segunda ronda. |

##### Zona 2

###### Tabla de posiciones final
| Pos. | Equipo                       | Pts. | PJ | PG | PE | PP | GF | GC | Dif. |
| ---- | ---------------------------- | ---- | -- | -- | -- | -- | -- | -- | ---- |
| 1.º  | Gimnasia y Tiro (Orán)       | 9    | 6  | 2  | 3  | 1  | 9  | 7  | 2    |
| 2.º  | Sportivo Alberdi             | 7    | 6  | 1  | 4  | 1  | 12 | 9  | 3    |
| 3.º  | Defensores de Fraile Pintado | 7    | 6  | 1  | 4  | 1  | 8  | 7  | 1    |
| 4.º  | Unión Madereros              | 6    | 6  | 1  | 3  | 2  | 6  | 12 | −6   |

|  | Clasificados a la segunda ronda. |

##### Zona 3

###### Tabla de posiciones final
| Pos. | Equipo                 | Pts. | PJ | PG | PE | PP | GF | GC | Dif. |
| ---- | ---------------------- | ---- | -- | -- | -- | -- | -- | -- | ---- |
| 1.º  | Altos Hornos Zapla     | 13   | 6  | 4  | 1  | 1  | 7  | 4  | 3    |
| 2.º  | Talleres (Perico)      | 8    | 6  | 2  | 2  | 2  | 6  | 6  | 0    |
| 3.º  | Ciudad de Nieva        | 6    | 6  | 2  | 0  | 4  | 10 | 10 | 0    |
| 4.º  | Monterrico San Vicente | 6    | 6  | 1  | 3  | 2  | 2  | 5  | −3   |

|  | Clasificados a la segunda ronda. |

##### Zona 4

###### Tabla de posiciones final
| Pos. | Equipo                      | Pts. | PJ | PG | PE | PP | GF | GC | Dif. |
| ---- | --------------------------- | ---- | -- | -- | -- | -- | -- | -- | ---- |
| 1.º  | Redes de la Patria          | 8    | 4  | 2  | 2  | 0  | 8  | 4  | 4    |
| 2.º  | Atlético San Pedro          | 6    | 4  | 1  | 3  | 0  | 5  | 4  | 1    |
| 3.º  | Tiro y Gimnasia (San Pedro) | 1    | 4  | 0  | 1  | 3  | 4  | 9  | −5   |

|  | Clasificados a la segunda ronda. |

##### Zona 5

###### Tabla de posiciones final
| Pos. | Equipo                            | Pts. | PJ | PG | PE | PP | GF | GC | Dif. |
| ---- | --------------------------------- | ---- | -- | -- | -- | -- | -- | -- | ---- |
| 1.º  | Juventud Unida (Rosario de Lerma) | 14   | 6  | 4  | 2  | 0  | 11 | 1  | 10   |
| 2.º  | San Martín (Salta)                | 12   | 6  | 3  | 3  | 0  | 16 | 5  | 11   |
| 3.º  | Atlético San Agustín              | 7    | 6  | 2  | 1  | 3  | 10 | 7  | 3    |
| 4.º  | San Isidro (Cafayate)             | 0    | 6  | 0  | 0  | 6  | 2  | 26 | −24  |

|  | Clasificados a la segunda ronda. |

##### Zona 6

###### Tabla de posiciones final
| Pos. | Equipo              | Pts. | PJ | PG | PE | PP | GF | GC | Dif. |
| ---- | ------------------- | ---- | -- | -- | -- | -- | -- | -- | ---- |
| 1.º  | Juventud Antoniana  | 12   | 6  | 3  | 3  | 0  | 10 | 2  | 8    |
| 3.º  | Villa San Antonio   | 8    | 6  | 2  | 2  | 2  | 4  | 7  | −3   |
| 2.º  | Deportivo YPF       | 7    | 6  | 1  | 4  | 1  | 5  | 7  | −2   |
| 4.º  | Deportivo La Merced | 5    | 6  | 1  | 2  | 3  | 6  | 7  | −1   |

|  | Clasificados a la segunda ronda. |

##### Zona 7

###### Tabla de posiciones final
| Pos. | Equipo                              | Pts. | PJ | PG | PE | PP | GF | GC | Dif. |
| ---- | ----------------------------------- | ---- | -- | -- | -- | -- | -- | -- | ---- |
| 1.º  | Talleres (Metán)                    | 12   | 6  | 3  | 3  | 0  | 16 | 5  | 11   |
| 2.º  | Normal Rosarino                     | 7    | 6  | 1  | 4  | 1  | 7  | 10 | −3   |
| 3.º  | Deportivo El Galpón                 | 5    | 6  | 0  | 5  | 1  | 5  | 7  | −2   |
| 4.º  | Barrio Obrero (Joaquín V. González) | 5    | 6  | 1  | 2  | 3  | 8  | 14 | −6   |

|  | Clasificados a la segunda ronda. |

##### Zona 8

###### Tabla de posiciones final
| Pos. | Equipo               | Pts. | PJ | PG | PE | PP | GF | GC | Dif. |
| ---- | -------------------- | ---- | -- | -- | -- | -- | -- | -- | ---- |
| 1.º  | Sportivo Bella Vista | 13   | 6  | 4  | 1  | 1  | 8  | 2  | 6    |
| 2.º  | Unión del Norte      | 10   | 6  | 3  | 1  | 2  | 9  | 4  | 5    |
| 3.º  | Deportivo Llorens    | 8    | 6  | 2  | 2  | 2  | 7  | 7  | 0    |
| 4.º  | Atlético Amalia      | 3    | 6  | 1  | 0  | 5  | 5  | 16 | −11  |

|  | Clasificados a la segunda ronda. |

#### Segunda, tercera, cuarta y quinta ronda
Las disputaron los dieciséis equipos clasificados en la Primera ronda por eliminación directa a doble partido, uno en cada sede. En caso de empate al cabo de la serie, se ejecutaron tiros desde el punto penal.

##### Cuadro de desarrollo
|  | Segunda ronda            | Segunda ronda         | Segunda ronda         | Segunda ronda         |   |                     | Tercera ronda    | Tercera ronda    | Tercera ronda    | Tercera ronda    |  |                    | Cuarta ronda      | Cuarta ronda      | Cuarta ronda      | Cuarta ronda      |  |                    | Quinta ronda      | Quinta ronda      | Quinta ronda      | Quinta ronda      |  |
|  | 18 al 26 de diciembre    | 18 al 26 de diciembre | 18 al 26 de diciembre | 18 al 26 de diciembre |   |                     | 8 al 16 de enero | 8 al 16 de enero | 8 al 16 de enero | 8 al 16 de enero |  |                    | 22 al 30 de enero | 22 al 30 de enero | 22 al 30 de enero | 22 al 30 de enero |  |                    | 6 y 13 de febrero | 6 y 13 de febrero | 6 y 13 de febrero | 6 y 13 de febrero |  |
|  |                          |                       |                       |                       |   |                     |                  |                  |                  |                  |  |                    |                   |                   |                   |                   |  |                    |                   |                   |                   |                   |  |
|  |                          |                       |                       |                       |   |                     |                  |                  |                  |                  |  |                    |                   |                   |                   |                   |  |                    |                   |                   |                   |                   |  |
|  | Juventud Antoniana       | 0                     | 6                     | 6                     |   |                     |                  |                  |                  |                  |  |                    |                   |                   |                   |                   |  |                    |                   |                   |                   |                   |  |
|  | Juventud Antoniana       | 0                     | 6                     | 6                     |   |                     |                  |                  |                  |                  |  |                    |                   |                   |                   |                   |  |                    |                   |                   |                   |                   |  |
|  | Normal Rosarino          | 0                     | 0                     | 0                     |   |                     |                  |                  |                  |                  |  |                    |                   |                   |                   |                   |  |                    |                   |                   |                   |                   |  |
|  | Normal Rosarino          | 0                     | 0                     | 0                     |   | Juventud Antoniana  | 0                | 1                | 1(5)             |                  |  |                    |                   |                   |                   |                   |  |                    |                   |                   |                   |                   |  |
|  |                          |                       |                       |                       |   | Juventud Antoniana  | 0                | 1                | 1(5)             |                  |  |                    |                   |                   |                   |                   |  |                    |                   |                   |                   |                   |  |
|  |                          |                       | Unión del Norte       | 0                     | 1 | 1(4)                |                  |                  |                  |                  |  |                    |                   |                   |                   |                   |  |                    |                   |                   |                   |                   |  |
|  | Talleres (M)             | 2                     | Unión del Norte       | 0                     | 1 | 1(4)                | 1                | 3                |                  |                  |  |                    |                   |                   |                   |                   |  |                    |                   |                   |                   |                   |  |
|  | Talleres (M)             | 2                     |                       |                       |   |                     |                  |                  |                  |                  |  |                    |                   |                   |                   |                   |  |                    |                   |                   |                   |                   |  |
|  | Unión del Norte          | 3                     | 1                     | 4                     |   |                     |                  |                  |                  |                  |  |                    |                   |                   |                   |                   |  |                    |                   |                   |                   |                   |  |
|  | Unión del Norte          | 3                     | 1                     | 4                     |   |                     |                  |                  |                  |                  |  | Juventud Antoniana | 1                 | 0                 | 1                 |                   |  |                    |                   |                   |                   |                   |  |
|  |                          |                       |                       |                       |   |                     |                  |                  |                  |                  |  | Juventud Antoniana | 1                 | 0                 | 1                 |                   |  |                    |                   |                   |                   |                   |  |
|  |                          |                       | Sportivo Bella Vista  | 0                     | 0 | 0                   |                  |                  |                  |                  |  |                    |                   |                   |                   |                   |  |                    |                   |                   |                   |                   |  |
|  | Juventud Unida (RdL)     | 1                     | Sportivo Bella Vista  | 0                     | 0 | 0                   | 0                | 1                |                  |                  |  |                    |                   |                   |                   |                   |  |                    |                   |                   |                   |                   |  |
|  | Juventud Unida (RdL)     | 1                     |                       |                       |   |                     |                  |                  |                  |                  |  |                    |                   |                   |                   |                   |  |                    |                   |                   |                   |                   |  |
|  | Villa San Antonio        | 2                     | 1                     | 3                     |   |                     |                  |                  |                  |                  |  |                    |                   |                   |                   |                   |  |                    |                   |                   |                   |                   |  |
|  | Villa San Antonio        | 2                     | 1                     | 3                     |   | Villa San Antonio   | 1                | 0                | E                |                  |  |                    |                   |                   |                   |                   |  |                    |                   |                   |                   |                   |  |
|  |                          |                       |                       |                       |   | Villa San Antonio   | 1                | 0                | E                |                  |  |                    |                   |                   |                   |                   |  |                    |                   |                   |                   |                   |  |
|  |                          |                       | Sportivo Bella Vista  | 1                     | 2 | C                   |                  |                  |                  |                  |  |                    |                   |                   |                   |                   |  |                    |                   |                   |                   |                   |  |
|  | Sportivo Bella Vista     | 3                     | Sportivo Bella Vista  | 1                     | 2 | C                   | 2                | 5                |                  |                  |  |                    |                   |                   |                   |                   |  |                    |                   |                   |                   |                   |  |
|  | Sportivo Bella Vista     | 3                     |                       |                       |   |                     |                  |                  |                  |                  |  |                    |                   |                   |                   |                   |  |                    |                   |                   |                   |                   |  |
|  | San Martín (S)           | 2                     | 1                     | 3                     |   |                     |                  |                  |                  |                  |  |                    |                   |                   |                   |                   |  |                    |                   |                   |                   |                   |  |
|  | San Martín (S)           | 2                     | 1                     | 3                     |   |                     |                  |                  |                  |                  |  |                    |                   |                   |                   |                   |  | Juventud Antoniana | 0                 | 0                 | 0(3)              |                   |  |
|  |                          |                       |                       |                       |   |                     |                  |                  |                  |                  |  |                    |                   |                   |                   |                   |  | Juventud Antoniana | 0                 | 0                 | 0(3)              |                   |  |
|  |                          |                       | Talleres (P)          | 0                     | 0 | 0(1)                |                  |                  |                  |                  |  |                    |                   |                   |                   |                   |  |                    |                   |                   |                   |                   |  |
|  | Gimnasia y Tiro (O)      | 1                     | Talleres (P)          | 0                     | 0 | 0(1)                | 6                | 7                |                  |                  |  |                    |                   |                   |                   |                   |  |                    |                   |                   |                   |                   |  |
|  | Gimnasia y Tiro (O)      | 1                     |                       |                       |   |                     |                  |                  |                  |                  |  |                    |                   |                   |                   |                   |  |                    |                   |                   |                   |                   |  |
|  | Deportivo Santa Catalina | 0                     | 0                     | 0                     |   |                     |                  |                  |                  |                  |  |                    |                   |                   |                   |                   |  |                    |                   |                   |                   |                   |  |
|  | Deportivo Santa Catalina | 0                     | 0                     | 0                     |   | Gimnasia y Tiro (O) | 0                | 1                | 1                |                  |  |                    |                   |                   |                   |                   |  |                    |                   |                   |                   |                   |  |
|  |                          |                       |                       |                       |   | Gimnasia y Tiro (O) | 0                | 1                | 1                |                  |  |                    |                   |                   |                   |                   |  |                    |                   |                   |                   |                   |  |
|  |                          |                       | Sportivo Alberdi      | 2                     | 1 | 3                   |                  |                  |                  |                  |  |                    |                   |                   |                   |                   |  |                    |                   |                   |                   |                   |  |
|  | Concepción El Cóndor     | 0                     | Sportivo Alberdi      | 2                     | 1 | 3                   | 0                | 1                |                  |                  |  |                    |                   |                   |                   |                   |  |                    |                   |                   |                   |                   |  |
|  | Concepción El Cóndor     | 0                     |                       |                       |   |                     |                  |                  |                  |                  |  |                    |                   |                   |                   |                   |  |                    |                   |                   |                   |                   |  |
|  | Sportivo Alberdi         | 10                    | 2                     | 12                    |   |                     |                  |                  |                  |                  |  |                    |                   |                   |                   |                   |  |                    |                   |                   |                   |                   |  |
|  | Sportivo Alberdi         | 10                    | 2                     | 12                    |   |                     |                  |                  |                  |                  |  | Sportivo Alberdi   | 0                 | 2                 | 2                 |                   |  |                    |                   |                   |                   |                   |  |
|  |                          |                       |                       |                       |   |                     |                  |                  |                  |                  |  | Sportivo Alberdi   | 0                 | 2                 | 2                 |                   |  |                    |                   |                   |                   |                   |  |
|  |                          |                       | Talleres (P)          | 3                     | 3 | 6                   |                  |                  |                  |                  |  |                    |                   |                   |                   |                   |  |                    |                   |                   |                   |                   |  |
|  | Redes de la Patria       | 2                     | Talleres (P)          | 3                     | 3 | 6                   | PP               | E                |                  |                  |  |                    |                   |                   |                   |                   |  |                    |                   |                   |                   |                   |  |
|  | Redes de la Patria       | 2                     |                       |                       |   |                     |                  |                  |                  |                  |  |                    |                   |                   |                   |                   |  |                    |                   |                   |                   |                   |  |
|  | Talleres (P)             | 1                     | GP                    | C                     |   |                     |                  |                  |                  |                  |  |                    |                   |                   |                   |                   |  |                    |                   |                   |                   |                   |  |
|  | Talleres (P)             | 1                     | GP                    | C                     |   | Talleres (P)        | 3                | 1                | 4                |                  |  |                    |                   |                   |                   |                   |  |                    |                   |                   |                   |                   |  |
|  |                          |                       |                       |                       |   | Talleres (P)        | 3                | 1                | 4                |                  |  |                    |                   |                   |                   |                   |  |                    |                   |                   |                   |                   |  |
|  |                          |                       | Altos Hornos Zapla    | 3                     | 0 | 3                   |                  |                  |                  |                  |  |                    |                   |                   |                   |                   |  |                    |                   |                   |                   |                   |  |
|  | Altos Hornos Zapla       | 1                     | Altos Hornos Zapla    | 3                     | 0 | 3                   | 1                | 2                |                  |                  |  |                    |                   |                   |                   |                   |  |                    |                   |                   |                   |                   |  |
|  | Altos Hornos Zapla       | 1                     |                       |                       |   |                     |                  |                  |                  |                  |  |                    |                   |                   |                   |                   |  |                    |                   |                   |                   |                   |  |
|  | Atlético San Pedro       | 0                     | 0                     | 0                     |   |                     |                  |                  |                  |                  |  |                    |                   |                   |                   |                   |  |                    |                   |                   |                   |                   |  |
|  | Atlético San Pedro       | 0                     | 0                     | 0                     |   |                     |                  |                  |                  |                  |  |                    |                   |                   |                   |                   |  |                    |                   |                   |                   |                   |  |
|  |                          |                       |                       |                       |   |                     |                  |                  |                  |                  |  |                    |                   |                   |                   |                   |  |                    |                   |                   |                   |                   |  |

### Región Litoral Norte

#### Primera ronda
Se armaron siete zonas de cuatro equipos cada una. Clasificaron a la Segunda ronda los ubicados en el primero y segundo puesto de cada una y los dos mejores terceros.

##### Zona 1

###### Tabla de posiciones final
| Pos. | Equipo                     | Pts. | PJ | PG | PE | PP | GF | GC | Dif. |
| ---- | -------------------------- | ---- | -- | -- | -- | -- | -- | -- | ---- |
| 1.º  | Guaraní Antonio Franco     | 16   | 6  | 5  | 1  | 0  | 17 | 4  | 13   |
| 2.º  | Bartolomé Mitre (Posadas)  | 8    | 6  | 2  | 2  | 2  | 7  | 8  | −1   |
| 3.º  | Sporting Club (Santo Pipó) | 5    | 6  | 1  | 2  | 3  | 9  | 11 | −2   |
| 4.º  | Olimpia-San Antonio        | 4    | 6  | 1  | 1  | 4  | 5  | 15 | −10  |

|  | Clasificado a la segunda ronda. |

##### Zona 2

###### Tabla de posiciones final
| Pos. | Equipo                | Pts. | PJ | PG | PE | PP | GF | GC | Dif. |
| ---- | --------------------- | ---- | -- | -- | -- | -- | -- | -- | ---- |
| 1.º  | Sol de América        | 13   | 6  | 4  | 1  | 1  | 13 | 7  | 6    |
| 2.º  | 1.º de Mayo           | 12   | 6  | 3  | 3  | 0  | 11 | 7  | 4    |
| 3.º  | 9 de Julio (Clorinda) | 4    | 5  | 1  | 1  | 3  | 8  | 10 | −2   |
| 4.º  | Recreativo Juventud   | 4    | 6  | 1  | 1  | 4  | 5  | 12 | −7   |

|  | Clasificado a la segunda ronda. |

##### Zona 3

###### Tabla de posiciones final
| Pos. | Equipo                    | Pts. | PJ | PG | PE | PP | GF | GC | Dif. |
| ---- | ------------------------- | ---- | -- | -- | -- | -- | -- | -- | ---- |
| 1.º  | 8 de Diciembre (Formosa)  | 13   | 6  | 4  | 1  | 1  | 9  | 6  | 3    |
| 2.º  | Falucho                   | 9    | 6  | 3  | 0  | 3  | 8  | 7  | 1    |
| 3.º  | Estudiantes (Resistencia) | 8    | 6  | 2  | 2  | 2  | 3  | 3  | 0    |
| 4.º  | Pabellón Argentino        | 4    | 6  | 1  | 1  | 4  | 5  | 9  | −4   |

|  | Clasificado a la segunda ronda. |

##### Zona 4

###### Tabla de posiciones final
| Pos. | Equipo                       | Pts. | PJ | PG | PE | PP | GF | GC | Dif. |
| ---- | ---------------------------- | ---- | -- | -- | -- | -- | -- | -- | ---- |
| 1.º  | Deportivo Fontana            | 13   | 6  | 4  | 1  | 1  | 10 | 4  | 6    |
| 2.º  | Juventud (Puerto Tirol)      | 8    | 6  | 2  | 2  | 2  | 8  | 6  | 2    |
| 3.º  | Sportivo Cultural            | 8    | 6  | 2  | 2  | 2  | 5  | 7  | −2   |
| 4.º  | Ferrocarril General Belgrano | 4    | 6  | 1  | 1  | 4  | 5  | 11 | −6   |

|  | Clasificados a la segunda ronda. |

##### Zona 5

###### Tabla de posiciones final
| Pos. | Equipo                             | Pts. | PJ | PG | PE | PP | GF | GC | Dif. |
| ---- | ---------------------------------- | ---- | -- | -- | -- | -- | -- | -- | ---- |
| 1.º  | Atlético Alvear (Villa Ángela)     | 12   | 6  | 4  | 0  | 2  | 16 | 4  | 12   |
| 2.º  | Deportivo Comercio (Santa Sylvina) | 10   | 6  | 3  | 1  | 2  | 11 | 10 | 1    |
| 3.º  | San Jorge (Hermoso Campo)          | 7    | 6  | 2  | 1  | 3  | 10 | 15 | −5   |
| 4.º  | Huracán (Las Breñas)               | 5    | 6  | 1  | 2  | 3  | 8  | 16 | −8   |

|  | Clasificado a la segunda ronda. |

##### Zona 6

###### Tabla de posiciones final
| Pos. | Equipo                 | Pts. | PJ | PG | PE | PP | GF | GC | Dif. |
| ---- | ---------------------- | ---- | -- | -- | -- | -- | -- | -- | ---- |
| 1.º  | Ferroviario Corrientes | 13   | 5  | 4  | 1  | 0  | 11 | 7  | 4    |
| 2.º  | Alianza (Corrientes)   | 10   | 6  | 3  | 1  | 2  | 10 | 6  | 4    |
| 3.º  | Cañonazo               | 6    | 6  | 1  | 3  | 2  | 10 | 11 | −1   |
| 4.º  | Huracán (Goya)         | 1    | 5  | 0  | 1  | 4  | 6  | 13 | −7   |

|  | Clasificado a la segunda ronda. |

##### Zona 7

###### Tabla de posiciones final
| Pos. | Equipo                    | Pts. | PJ | PG | PE | PP | GF | GC | Dif. |
| ---- | ------------------------- | ---- | -- | -- | -- | -- | -- | -- | ---- |
| 1.º  | Victoria (Curuzú Cuatiá)  | 11   | 6  | 3  | 2  | 1  | 9  | 4  | 5    |
| 2.º  | Defensores de San Roque   | 10   | 6  | 2  | 4  | 0  | 8  | 5  | 3    |
| 3.º  | Comunicaciones (Mercedes) | 10   | 6  | 3  | 1  | 2  | 5  | 4  | 1    |
| 4.º  | Puente Seco               | 1    | 6  | 0  | 1  | 5  | 2  | 12 | −10  |

|  | Clasificado a la segunda ronda. |

##### Tabla de terceros
| Pos. | Equipo                     | Pts. | PJ | PG | PE | PP | GF | GC | Dif. |
| ---- | -------------------------- | ---- | -- | -- | -- | -- | -- | -- | ---- |
| 1.º  | Comunicaciones (Mercedes)  | 10   | 6  | 3  | 1  | 2  | 6  | 4  | 2    |
| 2.º  | Estudiantes (Resistencia)  | 8    | 6  | 2  | 2  | 2  | 3  | 3  | 0    |
| 3.º  | Sportivo Cultural          | 8    | 6  | 2  | 2  | 2  | 5  | 7  | −2   |
| 4.º  | San Jorge (Hermoso Campo)  | 7    | 6  | 2  | 1  | 3  | 10 | 15 | −5   |
| 5.º  | Cañonazo                   | 6    | 6  | 1  | 3  | 2  | 10 | 11 | −1   |
| 6.º  | Sporting Club (Santo Pipó) | 5    | 6  | 1  | 2  | 3  | 9  | 11 | −2   |
| 7.º  | 9 de Julio (Clorinda)      | 4    | 5  | 1  | 1  | 3  | 8  | 10 | −2   |

|  | Clasificados a la segunda ronda. |

#### Segunda, tercera, cuarta y quinta ronda
Las disputaron los dieciséis equipos clasificados en la Primera ronda, por eliminación directa a doble partido, uno en cada sede. En caso de empate al cabo de la serie, se ejecutaron tiros desde el punto penal.

###### Cuadro de desarrollo
|  | Segunda ronda           | Segunda ronda         | Segunda ronda           | Segunda ronda         |   |                        | Tercera ronda    | Tercera ronda    | Tercera ronda    | Tercera ronda    |  |                | Cuarta ronda                | Cuarta ronda                | Cuarta ronda                | Cuarta ronda                |  |                        | Quinta ronda      | Quinta ronda      | Quinta ronda      | Quinta ronda      |  |
|  | 18 al 29 de diciembre   | 18 al 29 de diciembre | 18 al 29 de diciembre   | 18 al 29 de diciembre |   |                        | 9 al 16 de enero | 9 al 16 de enero | 9 al 16 de enero | 9 al 16 de enero |  |                | 23 de enero al 2 de febrero | 23 de enero al 2 de febrero | 23 de enero al 2 de febrero | 23 de enero al 2 de febrero |  |                        | 6 y 13 de febrero | 6 y 13 de febrero | 6 y 13 de febrero | 6 y 13 de febrero |  |
|  |                         |                       |                         |                       |   |                        |                  |                  |                  |                  |  |                |                             |                             |                             |                             |  |                        |                   |                   |                   |                   |  |
|  |                         |                       |                         |                       |   |                        |                  |                  |                  |                  |  |                |                             |                             |                             |                             |  |                        |                   |                   |                   |                   |  |
|  | Juventud (PT)           | 0                     | 0                       | 0                     |   |                        |                  |                  |                  |                  |  |                |                             |                             |                             |                             |  |                        |                   |                   |                   |                   |  |
|  | Juventud (PT)           | 0                     | 0                       | 0                     |   |                        |                  |                  |                  |                  |  |                |                             |                             |                             |                             |  |                        |                   |                   |                   |                   |  |
|  | Alianza (C)             | 1                     | 0                       | 1                     |   |                        |                  |                  |                  |                  |  |                |                             |                             |                             |                             |  |                        |                   |                   |                   |                   |  |
|  | Alianza (C)             | 1                     | 0                       | 1                     |   | Alianza (C)            | 3                | 1                | 4                |                  |  |                |                             |                             |                             |                             |  |                        |                   |                   |                   |                   |  |
|  |                         |                       |                         |                       |   | Alianza (C)            | 3                | 1                | 4                |                  |  |                |                             |                             |                             |                             |  |                        |                   |                   |                   |                   |  |
|  |                         |                       | Defensores de San Roque | 2                     | 0 | 2                      |                  |                  |                  |                  |  |                |                             |                             |                             |                             |  |                        |                   |                   |                   |                   |  |
|  | Ferroviario Corrientes  | 1                     | Defensores de San Roque | 2                     | 0 | 2                      | 2                | 3                |                  |                  |  |                |                             |                             |                             |                             |  |                        |                   |                   |                   |                   |  |
|  | Ferroviario Corrientes  | 1                     |                         |                       |   |                        |                  |                  |                  |                  |  |                |                             |                             |                             |                             |  |                        |                   |                   |                   |                   |  |
|  | Defensores de San Roque | 2                     | 2                       | 4                     |   |                        |                  |                  |                  |                  |  |                |                             |                             |                             |                             |  |                        |                   |                   |                   |                   |  |
|  | Defensores de San Roque | 2                     | 2                       | 4                     |   |                        |                  |                  |                  |                  |  | Alianza (C)    | 1                           | 1                           | 2                           |                             |  |                        |                   |                   |                   |                   |  |
|  |                         |                       |                         |                       |   |                        |                  |                  |                  |                  |  | Alianza (C)    | 1                           | 1                           | 2                           |                             |  |                        |                   |                   |                   |                   |  |
|  |                         |                       | Guaraní Antonio Franco  | 2                     | 3 | 5                      |                  |                  |                  |                  |  |                |                             |                             |                             |                             |  |                        |                   |                   |                   |                   |  |
|  | Guaraní Antonio Franco  | 2                     | Guaraní Antonio Franco  | 2                     | 3 | 5                      | 5                | 7                |                  |                  |  |                |                             |                             |                             |                             |  |                        |                   |                   |                   |                   |  |
|  | Guaraní Antonio Franco  | 2                     |                         |                       |   |                        |                  |                  |                  |                  |  |                |                             |                             |                             |                             |  |                        |                   |                   |                   |                   |  |
|  | Comunicaciones (M)      | 0                     | 0                       | 0                     |   |                        |                  |                  |                  |                  |  |                |                             |                             |                             |                             |  |                        |                   |                   |                   |                   |  |
|  | Comunicaciones (M)      | 0                     | 0                       | 0                     |   | Guaraní Antonio Franco | 1                | 2                | 3                |                  |  |                |                             |                             |                             |                             |  |                        |                   |                   |                   |                   |  |
|  |                         |                       |                         |                       |   | Guaraní Antonio Franco | 1                | 2                | 3                |                  |  |                |                             |                             |                             |                             |  |                        |                   |                   |                   |                   |  |
|  |                         |                       | Victoria (CC)           | 0                     | 0 | 0                      |                  |                  |                  |                  |  |                |                             |                             |                             |                             |  |                        |                   |                   |                   |                   |  |
|  | Victoria (CC)           | 2                     | Victoria (CC)           | 0                     | 0 | 0                      | 1                | 3                |                  |                  |  |                |                             |                             |                             |                             |  |                        |                   |                   |                   |                   |  |
|  | Victoria (CC)           | 2                     |                         |                       |   |                        |                  |                  |                  |                  |  |                |                             |                             |                             |                             |  |                        |                   |                   |                   |                   |  |
|  | Bartolomé Mitre (P)     | 0                     | 2                       | 2                     |   |                        |                  |                  |                  |                  |  |                |                             |                             |                             |                             |  |                        |                   |                   |                   |                   |  |
|  | Bartolomé Mitre (P)     | 0                     | 2                       | 2                     |   |                        |                  |                  |                  |                  |  |                |                             |                             |                             |                             |  | Guaraní Antonio Franco | 0                 | 1                 | 1                 |                   |  |
|  |                         |                       |                         |                       |   |                        |                  |                  |                  |                  |  |                |                             |                             |                             |                             |  | Guaraní Antonio Franco | 0                 | 1                 | 1                 |                   |  |
|  |                         |                       | Sol de América          | 0                     | 0 | 0                      |                  |                  |                  |                  |  |                |                             |                             |                             |                             |  |                        |                   |                   |                   |                   |  |
|  | 8 de Diciembre          | 1                     | Sol de América          | 0                     | 0 | 0                      | 1                | 2(3)             |                  |                  |  |                |                             |                             |                             |                             |  |                        |                   |                   |                   |                   |  |
|  | 8 de Diciembre          | 1                     |                         |                       |   |                        |                  |                  |                  |                  |  |                |                             |                             |                             |                             |  |                        |                   |                   |                   |                   |  |
|  | 1.º de Mayo             | 2                     | 0                       | 2(5)                  |   |                        |                  |                  |                  |                  |  |                |                             |                             |                             |                             |  |                        |                   |                   |                   |                   |  |
|  | 1.º de Mayo             | 2                     | 0                       | 2(5)                  |   | 1.º de Mayo            | 0                | 0                | 0                |                  |  |                |                             |                             |                             |                             |  |                        |                   |                   |                   |                   |  |
|  |                         |                       |                         |                       |   | 1.º de Mayo            | 0                | 0                | 0                |                  |  |                |                             |                             |                             |                             |  |                        |                   |                   |                   |                   |  |
|  |                         |                       | Sol de América          | 2                     | 1 | 3                      |                  |                  |                  |                  |  |                |                             |                             |                             |                             |  |                        |                   |                   |                   |                   |  |
|  | Sol de América          | 0                     | Sol de América          | 2                     | 1 | 3                      | 4                | 4                |                  |                  |  |                |                             |                             |                             |                             |  |                        |                   |                   |                   |                   |  |
|  | Sol de América          | 0                     |                         |                       |   |                        |                  |                  |                  |                  |  |                |                             |                             |                             |                             |  |                        |                   |                   |                   |                   |  |
|  | Estudiantes (R)         | 0                     | 0                       | 0                     |   |                        |                  |                  |                  |                  |  |                |                             |                             |                             |                             |  |                        |                   |                   |                   |                   |  |
|  | Estudiantes (R)         | 0                     | 0                       | 0                     |   |                        |                  |                  |                  |                  |  | Sol de América | 1                           | 4                           | 5                           |                             |  |                        |                   |                   |                   |                   |  |
|  |                         |                       |                         |                       |   |                        |                  |                  |                  |                  |  | Sol de América | 1                           | 4                           | 5                           |                             |  |                        |                   |                   |                   |                   |  |
|  |                         |                       | Deportivo Fontana       | 2                     | 1 | 3                      |                  |                  |                  |                  |  |                |                             |                             |                             |                             |  |                        |                   |                   |                   |                   |  |
|  | Atlético Alvear (VA)    | 1                     | Deportivo Fontana       | 2                     | 1 | 3                      | 1                | 2                |                  |                  |  |                |                             |                             |                             |                             |  |                        |                   |                   |                   |                   |  |
|  | Atlético Alvear (VA)    | 1                     |                         |                       |   |                        |                  |                  |                  |                  |  |                |                             |                             |                             |                             |  |                        |                   |                   |                   |                   |  |
|  | Falucho                 | 0                     | 0                       | 0                     |   |                        |                  |                  |                  |                  |  |                |                             |                             |                             |                             |  |                        |                   |                   |                   |                   |  |
|  | Falucho                 | 0                     | 0                       | 0                     |   | Atlético Alvear (VA)   | 2                | 2                | 4                |                  |  |                |                             |                             |                             |                             |  |                        |                   |                   |                   |                   |  |
|  |                         |                       |                         |                       |   | Atlético Alvear (VA)   | 2                | 2                | 4                |                  |  |                |                             |                             |                             |                             |  |                        |                   |                   |                   |                   |  |
|  |                         |                       | Deportivo Fontana       | 7                     | 0 | 7                      |                  |                  |                  |                  |  |                |                             |                             |                             |                             |  |                        |                   |                   |                   |                   |  |
|  | Deportivo Fontana       | 2                     | Deportivo Fontana       | 7                     | 0 | 7                      | 2                | 4                |                  |                  |  |                |                             |                             |                             |                             |  |                        |                   |                   |                   |                   |  |
|  | Deportivo Fontana       | 2                     |                         |                       |   |                        |                  |                  |                  |                  |  |                |                             |                             |                             |                             |  |                        |                   |                   |                   |                   |  |
|  | Deportivo Comercio      | 1                     | 0                       | 0                     |   |                        |                  |                  |                  |                  |  |                |                             |                             |                             |                             |  |                        |                   |                   |                   |                   |  |
|  | Deportivo Comercio      | 1                     | 0                       | 0                     |   |                        |                  |                  |                  |                  |  |                |                             |                             |                             |                             |  |                        |                   |                   |                   |                   |  |
|  |                         |                       |                         |                       |   |                        |                  |                  |                  |                  |  |                |                             |                             |                             |                             |  |                        |                   |                   |                   |                   |  |

### Región Centro

#### Primera ronda
Se conformó con once zonas, siete de ellas de cuatro equipos y otras cuatro de tres. Clasificaron a la Segunda ronda los ubicados en el primer puesto de cada una y los cinco mejores segundos de las zonas de cuatro equipos.

##### Zona 1

###### Tabla de posiciones final
| Pos. | Equipo                | Pts. | PJ | PG | PE | PP | GF | GC | Dif. |
| ---- | --------------------- | ---- | -- | -- | -- | -- | -- | -- | ---- |
| 1.º  | Unión Santiago        | 14   | 6  | 4  | 2  | 0  | 13 | 2  | 11   |
| 2.º  | Sarmiento (La Banda)  | 13   | 6  | 4  | 1  | 1  | 12 | 6  | 6    |
| 3.º  | Unión Bobadal         | 6    | 6  | 2  | 0  | 4  | 7  | 12 | −5   |
| 4.º  | San Martín (El Ojito) | 1    | 6  | 0  | 1  | 5  | 1  | 15 | −14  |

|  | Clasificados a la segunda ronda. |

##### Zona 2

###### Tabla de posiciones final
| Pos. | Equipo                        | Pts. | PJ | PG | PE | PP | GF | GC | Dif. |
| ---- | ----------------------------- | ---- | -- | -- | -- | -- | -- | -- | ---- |
| 1.º  | Américo Tesorieri (Catamarca) | 9    | 4  | 3  | 0  | 1  | 10 | 3  | 7    |
| 2.º  | Racing (Belén)                | 6    | 4  | 2  | 0  | 2  | 3  | 6  | −3   |
| 3.º  | Atlético Policial             | 3    | 4  | 1  | 0  | 3  | 5  | 9  | −4   |

|  | Clasificados a la segunda ronda. |

##### Zona 3

###### Tabla de posiciones final
| Pos. | Equipo                  | Pts. | PJ | PG | PE | PP | GF | GC | Dif. |
| ---- | ----------------------- | ---- | -- | -- | -- | -- | -- | -- | ---- |
| 1.º  | San Lorenzo de Alem     | 16   | 6  | 5  | 1  | 0  | 11 | 1  | 10   |
| 2.º  | Social Bañado de Ovanta | 11   | 6  | 3  | 2  | 1  | 8  | 6  | 2    |
| 3.º  | Coronel Daza            | 4    | 6  | 1  | 1  | 4  | 4  | 7  | −3   |
| 4.º  | Defensores de Esquiú    | 3    | 6  | 1  | 0  | 5  | 4  | 13 | −9   |

|  | Clasificados a la segunda ronda. |

##### Zona 4

###### Tabla de posiciones final
| Pos. | Equipo                       | Pts. | PJ | PG | PE | PP | GF | GC | Dif. |
| ---- | ---------------------------- | ---- | -- | -- | -- | -- | -- | -- | ---- |
| 1.º  | Andino                       | 13   | 6  | 4  | 1  | 1  | 15 | 4  | 11   |
| 2.º  | Américo Tesorieri (La Rioja) | 9    | 6  | 2  | 3  | 1  | 19 | 8  | 11   |
| 3.º  | Unión (Malligasta)           | 9    | 6  | 2  | 3  | 1  | 8  | 10 | −2   |
| 4.º  | Los Andes (Guandacol)        | 1    | 6  | 0  | 1  | 5  | 3  | 23 | −20  |

|  | Clasificado a la segunda ronda. |

##### Zona 5

###### Tabla de posiciones final
| Pos. | Equipo                   | Pts. | PJ | PG | PE | PP | GF | GC | Dif. |
| ---- | ------------------------ | ---- | -- | -- | -- | -- | -- | -- | ---- |
| 1.º  | San Francisco (La Rioja) | 7    | 4  | 2  | 1  | 1  | 8  | 6  | 2    |
| 2.º  | Barrio Argentino         | 5    | 4  | 1  | 2  | 1  | 5  | 6  | −1   |
| 3.º  | River Plate (Chepes)     | 4    | 4  | 1  | 1  | 2  | 8  | 9  | −1   |

|  | Clasificados a la segunda ronda. |

##### Zona 6

###### Tabla de posiciones final
| Pos. | Equipo                  | Pts. | PJ | PG | PE | PP | GF | GC | Dif.} |
| ---- | ----------------------- | ---- | -- | -- | -- | -- | -- | -- | ----- |
| 1.º  | General Paz Juniors     | 9    | 4  | 3  | 0  | 1  | 9  | 5  | 4     |
| 2.º  | Colón (Colonia Caroya)  | 9    | 4  | 3  | 0  | 1  | 8  | 5  | 3     |
| 3.º  | Independiente (Cosquín) | 0    | 4  | 0  | 0  | 4  | 3  | 10 | −7    |

|  | Clasificados a la segunda ronda. |

##### Zona 7

###### Tabla de posiciones final
| Pos. | Equipo                | Pts. | PJ | PG | PE | PP | GF | GC | Dif. |
| ---- | --------------------- | ---- | -- | -- | -- | -- | -- | -- | ---- |
| 1.º  | Las Palmas            | 14   | 6  | 4  | 2  | 0  | 8  | 1  | 7    |
| 2.º  | Deportivo Brinkmann   | 8    | 6  | 2  | 2  | 2  | 5  | 2  | 3    |
| 3.º  | Avellaneda (Córdoba)  | 6    | 6  | 1  | 3  | 2  | 2  | 4  | −2   |
| 4.º  | 9 de Julio (Morteros) | 4    | 6  | 1  | 1  | 4  | 3  | 11 | −8   |

|  | Clasificados a la segunda ronda. |

##### Zona 8

###### Tabla de posiciones final
| Pos. | Equipo                  | Pts. | PJ | PG | PE | PP | GF | GC | Dif. |
| ---- | ----------------------- | ---- | -- | -- | -- | -- | -- | -- | ---- |
| 1.º  | Unión (Oncativo)        | 7    | 4  | 2  | 1  | 1  | 8  | 5  | 3    |
| 2.º  | Escuela Presidente Roca | 7    | 4  | 2  | 1  | 1  | 4  | 3  | 1    |
| 3.º  | Argentino Peñarol       | 2    | 4  | 0  | 2  | 2  | 4  | 8  | −4   |

|  | Clasificados a la segunda ronda. |

##### Zona 9

###### Tabla de posiciones final
| Pos. | Equipo                             | Pts. | PJ | PG | PE | PP | GF | GC | Dif. |
| ---- | ---------------------------------- | ---- | -- | -- | -- | -- | -- | -- | ---- |
| 1.º  | Sarmiento (Leones)                 | 11   | 6  | 3  | 2  | 1  | 7  | 2  | 5    |
| 2.º  | Atlético Ticino                    | 10   | 6  | 3  | 1  | 2  | 9  | 6  | 3    |
| 3.º  | Universitario (Villa María)        | 8    | 6  | 2  | 2  | 2  | 10 | 6  | 4    |
| 4.º  | Defensores de San Antonio de Litín | 4    | 6  | 1  | 1  | 4  | 5  | 17 | −12  |

|  | Clasificados a la segunda ronda. |

##### Zona 10

###### Tabla de posiciones final
| Pos. | Equipo                          | Pts. | PJ | PG | PE | PP | GF | GC | Dif. |
| ---- | ------------------------------- | ---- | -- | -- | -- | -- | -- | -- | ---- |
| 1.º  | Acción Juvenil (General Deheza) | 16   | 6  | 5  | 1  | 0  | 22 | 3  | 19   |
| 2.º  | Argentino (Monte Maíz)          | 10   | 6  | 3  | 1  | 2  | 6  | 2  | 4    |
| 3.º  | Olimpo (Laborde)                | 6    | 6  | 2  | 0  | 4  | 5  | 17 | −12  |
| 4.º  | Villa Plomo                     | 3    | 6  | 1  | 0  | 5  | 5  | 16 | −11  |

|  | Clasificados a la segunda ronda. |

##### Zona 11

###### Tabla de posiciones final
| Pos. | Equipo                      | Pts. | PJ | PG | PE | PP | GF | GC | Dif. |
| ---- | --------------------------- | ---- | -- | -- | -- | -- | -- | -- | ---- |
| 1.º  | Toro Club                   | 12   | 6  | 4  | 0  | 2  | 11 | 9  | 2    |
| 2.º  | 9 de Julio (Río Tercero)    | 11   | 6  | 3  | 2  | 1  | 6  | 4  | 2    |
| 3.º  | Juventud Unida (Río Cuarto) | 8    | 6  | 2  | 2  | 2  | 6  | 5  | 1    |
| 4.º  | Atenas (Río Cuarto)         | 2    | 6  | 0  | 2  | 4  | 4  | 9  | −5   |

|  | Clasificados a la segunda ronda. |

##### Tabla de segundos de las zonas de cuatro equipos
| Pos. | Equipo                       | Pts. | PJ | PG | PE | PP | GF | GC | Dif. |
| ---- | ---------------------------- | ---- | -- | -- | -- | -- | -- | -- | ---- |
| 1.º  | Sarmiento (La Banda)         | 13   | 6  | 4  | 1  | 1  | 12 | 6  | 6    |
| 2.º  | Social Bañado de Ovanta      | 11   | 6  | 3  | 2  | 1  | 8  | 6  | 2    |
| 3.º  | 9 de Julio (Río Tercero)     | 11   | 6  | 3  | 2  | 1  | 6  | 4  | 2    |
| 4.º  | Argentino (Monte Maíz)       | 10   | 6  | 3  | 1  | 2  | 6  | 2  | 4    |
| 5.º  | Atlético Ticino              | 10   | 6  | 3  | 1  | 2  | 9  | 6  | 3    |
| 6.º  | Américo Tesorieri (La Rioja) | 9    | 6  | 2  | 3  | 1  | 19 | 8  | 11   |
| 7.º  | Deportivo Brinkmann          | 8    | 6  | 2  | 2  | 2  | 5  | 2  | 3    |

|  | Clasificados a la segunda ronda. |

#### Segunda, tercera, cuarta y quinta ronda
Las disputaron los dieciséis equipos clasificados en la Primera ronda, por eliminación directa a doble partido, uno en cada sede. En caso de empate al cabo de la serie, se ejecutaron tiros desde el punto penal.

##### Cuadro de desarrollo
|  | Segunda ronda           | Segunda ronda         | Segunda ronda         | Segunda ronda         |   |                    | Tercera ronda    | Tercera ronda    | Tercera ronda    | Tercera ronda    |  |                | Cuarta ronda      | Cuarta ronda      | Cuarta ronda      | Cuarta ronda      |  |                     | Quinta ronda      | Quinta ronda      | Quinta ronda      | Quinta ronda      |  |
|  | 17 al 23 de diciembre   | 17 al 23 de diciembre | 17 al 23 de diciembre | 17 al 23 de diciembre |   |                    | 9 al 16 de enero | 9 al 16 de enero | 9 al 16 de enero | 9 al 16 de enero |  |                | 23 al 30 de enero | 23 al 30 de enero | 23 al 30 de enero | 23 al 30 de enero |  |                     | 6 y 13 de febrero | 6 y 13 de febrero | 6 y 13 de febrero | 6 y 13 de febrero |  |
|  |                         |                       |                       |                       |   |                    |                  |                  |                  |                  |  |                |                   |                   |                   |                   |  |                     |                   |                   |                   |                   |  |
|  |                         |                       |                       |                       |   |                    |                  |                  |                  |                  |  |                |                   |                   |                   |                   |  |                     |                   |                   |                   |                   |  |
|  | Américo Tesorieri (C)   | 0                     | 1                     | 1                     |   |                    |                  |                  |                  |                  |  |                |                   |                   |                   |                   |  |                     |                   |                   |                   |                   |  |
|  | Américo Tesorieri (C)   | 0                     | 1                     | 1                     |   |                    |                  |                  |                  |                  |  |                |                   |                   |                   |                   |  |                     |                   |                   |                   |                   |  |
|  | Sarmiento (LB)          | 3                     | 1                     | 4                     |   |                    |                  |                  |                  |                  |  |                |                   |                   |                   |                   |  |                     |                   |                   |                   |                   |  |
|  | Sarmiento (LB)          | 3                     | 1                     | 4                     |   | Sarmiento (LB)     | 1                | 2                | 3                |                  |  |                |                   |                   |                   |                   |  |                     |                   |                   |                   |                   |  |
|  |                         |                       |                       |                       |   | Sarmiento (LB)     | 1                | 2                | 3                |                  |  |                |                   |                   |                   |                   |  |                     |                   |                   |                   |                   |  |
|  |                         |                       | Unión Santiago        | 1                     | 1 | 2                  |                  |                  |                  |                  |  |                |                   |                   |                   |                   |  |                     |                   |                   |                   |                   |  |
|  | Unión Santiago          | 2                     | Unión Santiago        | 1                     | 1 | 2                  | 3                | 5                |                  |                  |  |                |                   |                   |                   |                   |  |                     |                   |                   |                   |                   |  |
|  | Unión Santiago          | 2                     |                       |                       |   |                    |                  |                  |                  |                  |  |                |                   |                   |                   |                   |  |                     |                   |                   |                   |                   |  |
|  | Social Bañado de Ovanta | 0                     | 0                     | 0                     |   |                    |                  |                  |                  |                  |  |                |                   |                   |                   |                   |  |                     |                   |                   |                   |                   |  |
|  | Social Bañado de Ovanta | 0                     | 0                     | 0                     |   |                    |                  |                  |                  |                  |  | Sarmiento (LB) | 0                 | 1                 | 1(3)              |                   |  |                     |                   |                   |                   |                   |  |
|  |                         |                       |                       |                       |   |                    |                  |                  |                  |                  |  | Sarmiento (LB) | 0                 | 1                 | 1(3)              |                   |  |                     |                   |                   |                   |                   |  |
|  |                         |                       | General Paz Juniors   | 1                     | 0 | 1(5)               |                  |                  |                  |                  |  |                |                   |                   |                   |                   |  |                     |                   |                   |                   |                   |  |
|  | Andino                  | 1                     | General Paz Juniors   | 1                     | 0 | 1(5)               | 1                | 2(5)             |                  |                  |  |                |                   |                   |                   |                   |  |                     |                   |                   |                   |                   |  |
|  | Andino                  | 1                     |                       |                       |   |                    |                  |                  |                  |                  |  |                |                   |                   |                   |                   |  |                     |                   |                   |                   |                   |  |
|  | San Francisco (LR)      | 0                     | 2                     | 2(6)                  |   |                    |                  |                  |                  |                  |  |                |                   |                   |                   |                   |  |                     |                   |                   |                   |                   |  |
|  | San Francisco (LR)      | 0                     | 2                     | 2(6)                  |   | San Francisco (LR) | 0                | 2                | 2                |                  |  |                |                   |                   |                   |                   |  |                     |                   |                   |                   |                   |  |
|  |                         |                       |                       |                       |   | San Francisco (LR) | 0                | 2                | 2                |                  |  |                |                   |                   |                   |                   |  |                     |                   |                   |                   |                   |  |
|  |                         |                       | General Paz Juniors   | 6                     | 2 | 8                  |                  |                  |                  |                  |  |                |                   |                   |                   |                   |  |                     |                   |                   |                   |                   |  |
|  | San Lorenzo de Alem     | 1                     | General Paz Juniors   | 6                     | 2 | 8                  | 1                | 2                |                  |                  |  |                |                   |                   |                   |                   |  |                     |                   |                   |                   |                   |  |
|  | San Lorenzo de Alem     | 1                     |                       |                       |   |                    |                  |                  |                  |                  |  |                |                   |                   |                   |                   |  |                     |                   |                   |                   |                   |  |
|  | General Paz Juniors     | 1                     | 2                     | 3                     |   |                    |                  |                  |                  |                  |  |                |                   |                   |                   |                   |  |                     |                   |                   |                   |                   |  |
|  | General Paz Juniors     | 1                     | 2                     | 3                     |   |                    |                  |                  |                  |                  |  |                |                   |                   |                   |                   |  | General Paz Juniors | 0                 | 0                 | 0(5)              |                   |  |
|  |                         |                       |                       |                       |   |                    |                  |                  |                  |                  |  |                |                   |                   |                   |                   |  | General Paz Juniors | 0                 | 0                 | 0(5)              |                   |  |
|  |                         |                       | Argentino (MM)        | 0                     | 0 | 0(6)               |                  |                  |                  |                  |  |                |                   |                   |                   |                   |  |                     |                   |                   |                   |                   |  |
|  | Toro Club               | 1                     | Argentino (MM)        | 0                     | 0 | 0(6)               | 3                | 4                |                  |                  |  |                |                   |                   |                   |                   |  |                     |                   |                   |                   |                   |  |
|  | Toro Club               | 1                     |                       |                       |   |                    |                  |                  |                  |                  |  |                |                   |                   |                   |                   |  |                     |                   |                   |                   |                   |  |
|  | Argentino (MM)          | 2                     | 4                     | 6                     |   |                    |                  |                  |                  |                  |  |                |                   |                   |                   |                   |  |                     |                   |                   |                   |                   |  |
|  | Argentino (MM)          | 2                     | 4                     | 6                     |   | Argentino (MM)     | 2                | 1                | 3(9)             |                  |  |                |                   |                   |                   |                   |  |                     |                   |                   |                   |                   |  |
|  |                         |                       |                       |                       |   | Argentino (MM)     | 2                | 1                | 3(9)             |                  |  |                |                   |                   |                   |                   |  |                     |                   |                   |                   |                   |  |
|  |                         |                       | Acción Juvenil (GD)   | 3                     | 0 | 3(8)               |                  |                  |                  |                  |  |                |                   |                   |                   |                   |  |                     |                   |                   |                   |                   |  |
|  | Acción Juvenil (GD)     | 4                     | Acción Juvenil (GD)   | 3                     | 0 | 3(8)               | 3                | 7                |                  |                  |  |                |                   |                   |                   |                   |  |                     |                   |                   |                   |                   |  |
|  | Acción Juvenil (GD)     | 4                     |                       |                       |   |                    |                  |                  |                  |                  |  |                |                   |                   |                   |                   |  |                     |                   |                   |                   |                   |  |
|  | Atlético Ticino         | 2                     | 1                     | 3                     |   |                    |                  |                  |                  |                  |  |                |                   |                   |                   |                   |  |                     |                   |                   |                   |                   |  |
|  | Atlético Ticino         | 2                     | 1                     | 3                     |   |                    |                  |                  |                  |                  |  | Argentino (MM) | 4                 | 4                 | 8                 |                   |  |                     |                   |                   |                   |                   |  |
|  |                         |                       |                       |                       |   |                    |                  |                  |                  |                  |  | Argentino (MM) | 4                 | 4                 | 8                 |                   |  |                     |                   |                   |                   |                   |  |
|  |                         |                       | 9 de Julio (RT)       | 2                     | 1 | 3                  |                  |                  |                  |                  |  |                |                   |                   |                   |                   |  |                     |                   |                   |                   |                   |  |
|  | Unión (O)               | 2                     | 9 de Julio (RT)       | 2                     | 1 | 3                  | 0                | 2                |                  |                  |  |                |                   |                   |                   |                   |  |                     |                   |                   |                   |                   |  |
|  | Unión (O)               | 2                     |                       |                       |   |                    |                  |                  |                  |                  |  |                |                   |                   |                   |                   |  |                     |                   |                   |                   |                   |  |
|  | 9 de Julio (RT)         | 1                     | 2                     | 3                     |   |                    |                  |                  |                  |                  |  |                |                   |                   |                   |                   |  |                     |                   |                   |                   |                   |  |
|  | 9 de Julio (RT)         | 1                     | 2                     | 3                     |   | 9 de Julio (RT)    | 1                | 2                | 3                |                  |  |                |                   |                   |                   |                   |  |                     |                   |                   |                   |                   |  |
|  |                         |                       |                       |                       |   | 9 de Julio (RT)    | 1                | 2                | 3                |                  |  |                |                   |                   |                   |                   |  |                     |                   |                   |                   |                   |  |
|  |                         |                       | Sarmiento (L)         | 1                     | 1 | 2                  |                  |                  |                  |                  |  |                |                   |                   |                   |                   |  |                     |                   |                   |                   |                   |  |
|  | Las Palmas              | 1                     | Sarmiento (L)         | 1                     | 1 | 2                  | 1                | 2(1)             |                  |                  |  |                |                   |                   |                   |                   |  |                     |                   |                   |                   |                   |  |
|  | Las Palmas              | 1                     |                       |                       |   |                    |                  |                  |                  |                  |  |                |                   |                   |                   |                   |  |                     |                   |                   |                   |                   |  |
|  | Sarmiento (L)           | 2                     | 0                     | 2(4)                  |   |                    |                  |                  |                  |                  |  |                |                   |                   |                   |                   |  |                     |                   |                   |                   |                   |  |
|  | Sarmiento (L)           | 2                     | 0                     | 2(4)                  |   |                    |                  |                  |                  |                  |  |                |                   |                   |                   |                   |  |                     |                   |                   |                   |                   |  |
|  |                         |                       |                       |                       |   |                    |                  |                  |                  |                  |  |                |                   |                   |                   |                   |  |                     |                   |                   |                   |                   |  |

### Región Litoral Sur

#### Primera ronda
Se conformaron ocho zonas, tres de ellas con cuatro equipos y cinco con tres. Clasificaron a la Segunda ronda los ubicados en el primero y segundo puesto de cada una.

##### Zona 1

###### Tabla de posiciones final
| Pos. | Equipo                | Pts. | PJ | PG | PE | PP | GF | GC | Dif. |
| ---- | --------------------- | ---- | -- | -- | -- | -- | -- | -- | ---- |
| 1.º  | Belgrano (Paraná)     | 12   | 6  | 4  | 0  | 2  | 14 | 3  | 11   |
| 2.º  | Atlético Paraná       | 12   | 6  | 4  | 0  | 2  | 11 | 6  | 5    |
| 3.º  | Don Bosco (Paraná)    | 10   | 6  | 3  | 1  | 2  | 8  | 9  | −1   |
| 4.º  | San Martín (Diamante) | 1    | 6  | 0  | 1  | 5  | 3  | 18 | −15  |

|  | Clasificados a la segunda ronda. |

##### Zona 2

###### Tabla de posiciones final
| Pos. | Equipo               | Pts. | PJ | PG | PE | PP | GF | GC | Dif. |
| ---- | -------------------- | ---- | -- | -- | -- | -- | -- | -- | ---- |
| 1.º  | Santa María de Oro   | 10   | 4  | 3  | 1  | 0  | 7  | 0  | 7    |
| 2.º  | Libertad (Concordia) | 5    | 4  | 1  | 2  | 1  | 4  | 5  | −1   |
| 3.º  | Deportivo América    | 1    | 4  | 0  | 1  | 3  | 3  | 9  | −6   |

|  | Clasificados a la segunda ronda. |

##### Zona 3

###### Tabla de posiciones final
| Pos. | Equipo                  | Pts. | PJ | PG | PE | PP | GF | GC | Dif. |
| ---- | ----------------------- | ---- | -- | -- | -- | -- | -- | -- | ---- |
| 1.º  | Atlético Uruguay        | 10   | 6  | 3  | 1  | 2  | 6  | 4  | 2    |
| 2.º  | San Jorge (Villa Elisa) | 9    | 6  | 2  | 3  | 1  | 9  | 8  | 1    |
| 3.º  | Sauce                   | 7    | 6  | 2  | 1  | 3  | 10 | 14 | −4   |
| 4.º  | Achirense               | 6    | 6  | 1  | 3  | 2  | 8  | 7  | 1    |

|  | Clasificados a la segunda ronda. |

##### Zona 4

###### Tabla de posiciones final
| Pos. | Equipo                  | Pts. | PJ | PG | PE | PP | GF | GC | Dif. |
| ---- | ----------------------- | ---- | -- | -- | -- | -- | -- | -- | ---- |
| 1.º  | Atlético Caballu        | 9    | 4  | 3  | 0  | 1  | 7  | 5  | 2    |
| 2.º  | Arsenal (Viale)         | 9    | 4  | 3  | 0  | 1  | 6  | 4  | 2    |
| 3.º  | Unión Agrario (Cerrito) | 0    | 4  | 0  | 0  | 4  | 5  | 8  | −3   |

|  | Clasificados a la segunda ronda. |

##### Zona 5

###### Tabla de posiciones final
| Pos. | Equipo                    | Pts. | PJ | PG | PE | PP | GF | GC | Dif. |
| ---- | ------------------------- | ---- | -- | -- | -- | -- | -- | -- | ---- |
| 1.º  | Puerto General San Martín | 11   | 6  | 3  | 2  | 1  | 10 | 4  | 6    |
| 2.º  | Atlético Carcarañá        | 11   | 6  | 3  | 2  | 1  | 6  | 5  | 1    |
| 3.º  | Campaña (Carcarañá)       | 6    | 6  | 1  | 3  | 2  | 4  | 6  | −2   |
| 4.º  | Unión y Sociedad Italiana | 3    | 6  | 0  | 3  | 3  | 2  | 7  | −5   |

|  | Clasificados a la segunda ronda. |

##### Zona 6

###### Tabla de posiciones final
| Pos. | Equipo               | Pts. | PJ | PG | PE | PP | GF | GC | Dif. |
| ---- | -------------------- | ---- | -- | -- | -- | -- | -- | -- | ---- |
| 1.º  | 9 de Julio (Rafaela) | 8    | 4  | 2  | 2  | 0  | 11 | 4  | 7    |
| 2.º  | Libertad (Sunchales) | 8    | 4  | 2  | 2  | 0  | 6  | 3  | 3    |
| 3.º  | Unión y Juventud     | 0    | 4  | 0  | 0  | 4  | 1  | 11 | −10  |

|  | Clasificados a la segunda ronda. |

##### Zona 7

###### Tabla de posiciones final
| Pos. | Equipo                      | Pts. | PJ | PG | PE | PP | GF | GC | Dif. |
| ---- | --------------------------- | ---- | -- | -- | -- | -- | -- | -- | ---- |
| 1.º  | Atlético San Jorge          | 10   | 4  | 3  | 1  | 0  | 8  | 2  | 6    |
| 2.º  | Argentino Quilmes (Rafaela) | 3    | 4  | 0  | 3  | 1  | 4  | 6  | −2   |
| 3.º  | Argentino (San Carlos)      | 2    | 4  | 0  | 2  | 2  | 2  | 6  | −4   |

|  | Clasificados a la segunda ronda. |

##### Zona 8

###### Tabla de posiciones final
| Pos. | Equipo            | Pts. | PJ | PG | PE | PP | GF | GC | Dif. |
| ---- | ----------------- | ---- | -- | -- | -- | -- | -- | -- | ---- |
| 1.º  | Ben Hur           | 10   | 4  | 3  | 1  | 0  | 8  | 0  | 8    |
| 2.º  | Colón (San Justo) | 7    | 4  | 2  | 1  | 1  | 6  | 3  | 3    |
| 3.º  | Atlético Miramar  | 0    | 4  | 0  | 0  | 4  | 1  | 12 | −11  |

|  | Clasificados a la segunda ronda. |

#### Segunda, tercera, cuarta y quinta ronda
Las disputaron los dieciséis equipos clasificados en la Primera ronda por eliminación directa a doble partido, uno en cada sede. En caso de empate al cabo de la serie, se ejecutaron tiros desde el punto penal.

##### Cuadro de desarrollo
|  | Segunda ronda         | Segunda ronda         | Segunda ronda         | Segunda ronda         |   |                    | Tercera ronda    | Tercera ronda    | Tercera ronda    | Tercera ronda    |  |                    | Cuarta ronda      | Cuarta ronda      | Cuarta ronda      | Cuarta ronda      |  |                 | Quinta ronda      | Quinta ronda      | Quinta ronda      | Quinta ronda      |  |
|  | 17 al 22 de diciembre | 17 al 22 de diciembre | 17 al 22 de diciembre | 17 al 22 de diciembre |   |                    | 9 al 16 de enero | 9 al 16 de enero | 9 al 16 de enero | 9 al 16 de enero |  |                    | 23 al 30 de enero | 23 al 30 de enero | 23 al 30 de enero | 23 al 30 de enero |  |                 | 6 y 13 de febrero | 6 y 13 de febrero | 6 y 13 de febrero | 6 y 13 de febrero |  |
|  |                       |                       |                       |                       |   |                    |                  |                  |                  |                  |  |                    |                   |                   |                   |                   |  |                 |                   |                   |                   |                   |  |
|  |                       |                       |                       |                       |   |                    |                  |                  |                  |                  |  |                    |                   |                   |                   |                   |  |                 |                   |                   |                   |                   |  |
|  | Arsenal (V)           | 1                     | 2                     | 3                     |   |                    |                  |                  |                  |                  |  |                    |                   |                   |                   |                   |  |                 |                   |                   |                   |                   |  |
|  | Arsenal (V)           | 1                     | 2                     | 3                     |   |                    |                  |                  |                  |                  |  |                    |                   |                   |                   |                   |  |                 |                   |                   |                   |                   |  |
|  | Belgrano (P)          | 2                     | 2                     | 4                     |   |                    |                  |                  |                  |                  |  |                    |                   |                   |                   |                   |  |                 |                   |                   |                   |                   |  |
|  | Belgrano (P)          | 2                     | 2                     | 4                     |   | Belgrano (P)       | 1                | 0                | 1                |                  |  |                    |                   |                   |                   |                   |  |                 |                   |                   |                   |                   |  |
|  |                       |                       |                       |                       |   | Belgrano (P)       | 1                | 0                | 1                |                  |  |                    |                   |                   |                   |                   |  |                 |                   |                   |                   |                   |  |
|  |                       |                       | Atlético Paraná       | 2                     | 1 | 3                  |                  |                  |                  |                  |  |                    |                   |                   |                   |                   |  |                 |                   |                   |                   |                   |  |
|  | Atlético Paraná       | 1                     | Atlético Paraná       | 2                     | 1 | 3                  | 3                | 4                |                  |                  |  |                    |                   |                   |                   |                   |  |                 |                   |                   |                   |                   |  |
|  | Atlético Paraná       | 1                     |                       |                       |   |                    |                  |                  |                  |                  |  |                    |                   |                   |                   |                   |  |                 |                   |                   |                   |                   |  |
|  | Atlético Caballú      | 0                     | 0                     | 0                     |   |                    |                  |                  |                  |                  |  |                    |                   |                   |                   |                   |  |                 |                   |                   |                   |                   |  |
|  | Atlético Caballú      | 0                     | 0                     | 0                     |   |                    |                  |                  |                  |                  |  | Atlético Paraná    | 4                 | 0                 | 4                 |                   |  |                 |                   |                   |                   |                   |  |
|  |                       |                       |                       |                       |   |                    |                  |                  |                  |                  |  | Atlético Paraná    | 4                 | 0                 | 4                 |                   |  |                 |                   |                   |                   |                   |  |
|  |                       |                       | Libertad (C)          | 2                     | 0 | 2                  |                  |                  |                  |                  |  |                    |                   |                   |                   |                   |  |                 |                   |                   |                   |                   |  |
|  | Atlético Uruguay      | 1                     | Libertad (C)          | 2                     | 0 | 2                  | 0                | 1(3)             |                  |                  |  |                    |                   |                   |                   |                   |  |                 |                   |                   |                   |                   |  |
|  | Atlético Uruguay      | 1                     |                       |                       |   |                    |                  |                  |                  |                  |  |                    |                   |                   |                   |                   |  |                 |                   |                   |                   |                   |  |
|  | Libertad (C)          | 1                     | 0                     | 1(4)                  |   |                    |                  |                  |                  |                  |  |                    |                   |                   |                   |                   |  |                 |                   |                   |                   |                   |  |
|  | Libertad (C)          | 1                     | 0                     | 1(4)                  |   | Libertad (C)       | 1                | 1                | 2                |                  |  |                    |                   |                   |                   |                   |  |                 |                   |                   |                   |                   |  |
|  |                       |                       |                       |                       |   | Libertad (C)       | 1                | 1                | 2                |                  |  |                    |                   |                   |                   |                   |  |                 |                   |                   |                   |                   |  |
|  |                       |                       | San Jorge (VE)        | 1                     | 0 | 1                  |                  |                  |                  |                  |  |                    |                   |                   |                   |                   |  |                 |                   |                   |                   |                   |  |
|  | Santa María de Oro    | 0                     | San Jorge (VE)        | 1                     | 0 | 1                  | 3                | 3(4)             |                  |                  |  |                    |                   |                   |                   |                   |  |                 |                   |                   |                   |                   |  |
|  | Santa María de Oro    | 0                     |                       |                       |   |                    |                  |                  |                  |                  |  |                    |                   |                   |                   |                   |  |                 |                   |                   |                   |                   |  |
|  | San Jorge (VE)        | 3                     | 0                     | 3(5)                  |   |                    |                  |                  |                  |                  |  |                    |                   |                   |                   |                   |  |                 |                   |                   |                   |                   |  |
|  | San Jorge (VE)        | 3                     | 0                     | 3(5)                  |   |                    |                  |                  |                  |                  |  |                    |                   |                   |                   |                   |  | Atlético Paraná | 1                 | 1                 | 1(6)              |                   |  |
|  |                       |                       |                       |                       |   |                    |                  |                  |                  |                  |  |                    |                   |                   |                   |                   |  | Atlético Paraná | 1                 | 1                 | 1(6)              |                   |  |
|  |                       |                       | Atlético San Jorge    | 1                     | 1 | 1(5)               |                  |                  |                  |                  |  |                    |                   |                   |                   |                   |  |                 |                   |                   |                   |                   |  |
|  | Atlético San Jorge    | 2                     | Atlético San Jorge    | 1                     | 1 | 1(5)               | 0                | 2                |                  |                  |  |                    |                   |                   |                   |                   |  |                 |                   |                   |                   |                   |  |
|  | Atlético San Jorge    | 2                     |                       |                       |   |                    |                  |                  |                  |                  |  |                    |                   |                   |                   |                   |  |                 |                   |                   |                   |                   |  |
|  | 9 de Julio (R)        | 0                     | 0                     | 0                     |   |                    |                  |                  |                  |                  |  |                    |                   |                   |                   |                   |  |                 |                   |                   |                   |                   |  |
|  | 9 de Julio (R)        | 0                     | 0                     | 0                     |   | Atlético San Jorge | 1                | 3                | 4                |                  |  |                    |                   |                   |                   |                   |  |                 |                   |                   |                   |                   |  |
|  |                       |                       |                       |                       |   | Atlético San Jorge | 1                | 3                | 4                |                  |  |                    |                   |                   |                   |                   |  |                 |                   |                   |                   |                   |  |
|  |                       |                       | Atlético Carcarañá    | 1                     | 0 | 1                  |                  |                  |                  |                  |  |                    |                   |                   |                   |                   |  |                 |                   |                   |                   |                   |  |
|  | Ben Hur               | 2                     | Atlético Carcarañá    | 1                     | 0 | 1                  | 1                | 3                |                  |                  |  |                    |                   |                   |                   |                   |  |                 |                   |                   |                   |                   |  |
|  | Ben Hur               | 2                     |                       |                       |   |                    |                  |                  |                  |                  |  |                    |                   |                   |                   |                   |  |                 |                   |                   |                   |                   |  |
|  | Atlético Carcarañá    | 2                     | 3                     | 5                     |   |                    |                  |                  |                  |                  |  |                    |                   |                   |                   |                   |  |                 |                   |                   |                   |                   |  |
|  | Atlético Carcarañá    | 2                     | 3                     | 5                     |   |                    |                  |                  |                  |                  |  | Atlético San Jorge | 2                 | 0                 | 2                 |                   |  |                 |                   |                   |                   |                   |  |
|  |                       |                       |                       |                       |   |                    |                  |                  |                  |                  |  | Atlético San Jorge | 2                 | 0                 | 2                 |                   |  |                 |                   |                   |                   |                   |  |
|  |                       |                       | Libertad (S)          | 0                     | 1 | 1                  |                  |                  |                  |                  |  |                    |                   |                   |                   |                   |  |                 |                   |                   |                   |                   |  |
|  | Libertad (S)          | 1                     | Libertad (S)          | 0                     | 1 | 1                  | 1                | 2(5)             |                  |                  |  |                    |                   |                   |                   |                   |  |                 |                   |                   |                   |                   |  |
|  | Libertad (S)          | 1                     |                       |                       |   |                    |                  |                  |                  |                  |  |                    |                   |                   |                   |                   |  |                 |                   |                   |                   |                   |  |
|  | Colón (SJ)            | 0                     | 2                     | 2(4)                  |   |                    |                  |                  |                  |                  |  |                    |                   |                   |                   |                   |  |                 |                   |                   |                   |                   |  |
|  | Colón (SJ)            | 0                     | 2                     | 2(4)                  |   | Libertad (S)       | 2                | 0                | 2                |                  |  |                    |                   |                   |                   |                   |  |                 |                   |                   |                   |                   |  |
|  |                       |                       |                       |                       |   | Libertad (S)       | 2                | 0                | 2                |                  |  |                    |                   |                   |                   |                   |  |                 |                   |                   |                   |                   |  |
|  |                       |                       | Argentino Quilmes (R) | 1                     | 0 | 1                  |                  |                  |                  |                  |  |                    |                   |                   |                   |                   |  |                 |                   |                   |                   |                   |  |
|  | P.S.M.                | 0                     | Argentino Quilmes (R) | 1                     | 0 | 1                  | 1                | 1                |                  |                  |  |                    |                   |                   |                   |                   |  |                 |                   |                   |                   |                   |  |
|  | P.S.M.                | 0                     |                       |                       |   |                    |                  |                  |                  |                  |  |                    |                   |                   |                   |                   |  |                 |                   |                   |                   |                   |  |
|  | Argentino Quilmes (R) | 2                     | 2                     | 4                     |   |                    |                  |                  |                  |                  |  |                    |                   |                   |                   |                   |  |                 |                   |                   |                   |                   |  |
|  | Argentino Quilmes (R) | 2                     | 2                     | 4                     |   |                    |                  |                  |                  |                  |  |                    |                   |                   |                   |                   |  |                 |                   |                   |                   |                   |  |
|  |                       |                       |                       |                       |   |                    |                  |                  |                  |                  |  |                    |                   |                   |                   |                   |  |                 |                   |                   |                   |                   |  |

### Región Cuyo

#### Primera ronda
Se conformaron siete zonas de cuatro equipos. Clasificaron a la Segunda ronda los ubicados en el primero y segundo puesto de cada una y los dos mejores terceros.

##### Zona 1

###### Tabla de posiciones final
| Pos. | Equipo                         | Pts. | PJ | PG | PE | PP | GF | GC | Dif. |
| ---- | ------------------------------ | ---- | -- | -- | -- | -- | -- | -- | ---- |
| 1.º  | EFI Juniors                    | 14   | 6  | 4  | 2  | 0  | 10 | 3  | 7    |
| 2.º  | Jorge Newbery (Villa Mercedes) | 12   | 6  | 3  | 3  | 0  | 13 | 4  | 9    |
| 3.º  | Alianza Futbolística           | 5    | 6  | 1  | 2  | 3  | 4  | 9  | −5   |
| 4.º  | Sportivo Pueyrredón            | 1    | 6  | 0  | 1  | 5  | 2  | 13 | −11  |

|  | Clasificados a la segunda ronda. |

##### Zona 2

###### Tabla de posiciones final
| Pos. | Equipo             | Pts. | PJ | PG | PE | PP | GF | GC | Dif. |
| ---- | ------------------ | ---- | -- | -- | -- | -- | -- | -- | ---- |
| 1.º  | Huracán (San Luis) | 14   | 6  | 4  | 2  | 0  | 11 | 6  | 5    |
| 2.º  | San Martín (Merlo) | 10   | 6  | 3  | 1  | 2  | 6  | 3  | 3    |
| 3.º  | GEPU               | 7    | 6  | 2  | 1  | 3  | 8  | 11 | −3   |
| 4.º  | Naschel Unidos     | 2    | 6  | 0  | 2  | 4  | 7  | 12 | −5   |

|  | Clasificados a la segunda ronda. |

##### Zona 3

###### Tabla de posiciones final
| Pos. | Equipo               | Pts. | PJ | PG | PE | PP | GF | GC | Dif. |
| ---- | -------------------- | ---- | -- | -- | -- | -- | -- | -- | ---- |
| 1.º  | San Martín (Mendoza) | 12   | 6  | 4  | 0  | 2  | 12 | 8  | 4    |
| 2.º  | FADEP                | 11   | 6  | 3  | 2  | 1  | 9  | 4  | 5    |
| 3.º  | Gutiérrez            | 9    | 6  | 2  | 3  | 1  | 6  | 7  | −1   |
| 4.º  | Andes Talleres       | 1    | 6  | 0  | 1  | 5  | 7  | 15 | −8   |

|  | Clasificados a la segunda ronda. |

##### Zona 4

###### Tabla de posiciones final
| Pos. | Equipo                       | Pts. | PJ | PG | PE | PP | GF | GC | Dif. |
| ---- | ---------------------------- | ---- | -- | -- | -- | -- | -- | -- | ---- |
| 1.º  | Independiente Calle Larga    | 16   | 6  | 5  | 1  | 0  | 17 | 6  | 11   |
| 2.º  | Sportivo Ballofet            | 10   | 6  | 3  | 1  | 2  | 5  | 5  | 0    |
| 2.º  | Deportivo Malargüe           | 7    | 6  | 2  | 1  | 3  | 8  | 7  | 1    |
| 4.º  | Vialidad Nacional (Malargüe) | 4    | 6  | 1  | 1  | 4  | 4  | 14 | −10  |

|  | Clasificados a la segunda ronda. |

##### Zona 5

###### Tabla de posiciones final
| Pos. | Equipo                            | Pts. | PJ | PG | PE | PP | GF | GC | Dif. |
| ---- | --------------------------------- | ---- | -- | -- | -- | -- | -- | -- | ---- |
| 1.º  | Ferro Carril Oeste (Gral. Alvear) | 10   | 6  | 3  | 1  | 2  | 5  | 5  | 0    |
| 2.º  | Argentino (Gral. Alvear)          | 9    | 6  | 3  | 0  | 3  | 8  | 7  | 1    |
| 3.º  | El Porvenir (San Rafael)          | 8    | 6  | 2  | 2  | 2  | 5  | 6  | −1   |
| 4.º  | Pacífico (Gral. Alvear)           | 7    | 6  | 2  | 1  | 3  | 4  | 4  | 0    |

|  | Clasificados a la segunda ronda. |

##### Zona 6

###### Tabla de posiciones final
| Pos. | Equipo             | Pts. | PJ | PG | PE | PP | GF | GC | Dif. |
| ---- | ------------------ | ---- | -- | -- | -- | -- | -- | -- | ---- |
| 1.º  | Juventud Alianza   | 10   | 6  | 2  | 4  | 0  | 10 | 5  | 5    |
| 2.º  | Colón Junior       | 7    | 6  | 1  | 4  | 1  | 8  | 5  | 3    |
| 3.º  | San Martín (Rodeo) | 7    | 6  | 1  | 4  | 1  | 6  | 7  | −1   |
| 4.º  | Atlético Trinidad  | 5    | 6  | 1  | 2  | 3  | 5  | 12 | −7   |

|  | Clasificados a la segunda ronda. |

##### Zona 7

###### Tabla de posiciones final
| Pos. | Equipo                          | Pts. | PJ | PG | PE | PP | GF | GC | Dif. |
| ---- | ------------------------------- | ---- | -- | -- | -- | -- | -- | -- | ---- |
| 1.º  | Peñaflor (Villa Don Bosco)      | 13   | 6  | 4  | 1  | 1  | 14 | 5  | 9    |
| 2.º  | Angaqueros del Sud              | 8    | 6  | 2  | 2  | 2  | 4  | 5  | −1   |
| 3.º  | Sportivo Del Carril             | 6    | 6  | 1  | 3  | 2  | 5  | 6  | −1   |
| 4.º  | Hipólito Yrigoyen (Santa Lucía) | 5    | 6  | 1  | 2  | 3  | 4  | 11 | −7   |

|  | Clasificados a la segunda ronda. |

##### Tabla de terceros
| Pos. | Equipo                   | Pts. | PJ | PG | PE | PP | GF | GC | Dif. |
| ---- | ------------------------ | ---- | -- | -- | -- | -- | -- | -- | ---- |
| 1.º  | Gutiérrez                | 9    | 6  | 2  | 3  | 1  | 6  | 7  | −1   |
| 2.º  | El Porvenir (San Rafael) | 8    | 6  | 2  | 2  | 2  | 5  | 6  | −1   |
| 3.º  | Deportivo Malargüe       | 7    | 6  | 2  | 1  | 3  | 8  | 7  | 1    |
| 4.º  | San Martín (Rodeo)       | 7    | 6  | 1  | 4  | 1  | 6  | 7  | −1   |
| 5.º  | GEPU                     | 7    | 6  | 2  | 1  | 3  | 8  | 11 | −3   |
| 6.º  | Sportivo Del Carril      | 6    | 6  | 1  | 3  | 2  | 5  | 6  | −1   |
| 7.º  | Alianza Futbolística     | 5    | 6  | 1  | 2  | 3  | 4  | 9  | −5   |

|  | Clasificados a la segunda ronda. |

#### Segunda, tercera, cuarta y quinta ronda
Las disputaron los dieciséis equipos clasificados en la Primera ronda por eliminación directa a doble partido, uno en cada sede. En caso de empate al cabo de la serie, se ejecutaron tiros desde el punto penal.

##### Cuadro de desarrollo
|  | Segunda ronda             | Segunda ronda         | Segunda ronda         | Segunda ronda         |   |                | Tercera ronda    | Tercera ronda    | Tercera ronda    | Tercera ronda    |  |             | Cuarta ronda      | Cuarta ronda      | Cuarta ronda      | Cuarta ronda      |  |                  | Quinta ronda      | Quinta ronda      | Quinta ronda      | Quinta ronda      |  |
|  | 18 al 23 de diciembre     | 18 al 23 de diciembre | 18 al 23 de diciembre | 18 al 23 de diciembre |   |                | 8 al 16 de enero | 8 al 16 de enero | 8 al 16 de enero | 8 al 16 de enero |  |             | 23 al 30 de enero | 23 al 30 de enero | 23 al 30 de enero | 23 al 30 de enero |  |                  | 6 y 13 de febrero | 6 y 13 de febrero | 6 y 13 de febrero | 6 y 13 de febrero |  |
|  |                           |                       |                       |                       |   |                |                  |                  |                  |                  |  |             |                   |                   |                   |                   |  |                  |                   |                   |                   |                   |  |
|  |                           |                       |                       |                       |   |                |                  |                  |                  |                  |  |             |                   |                   |                   |                   |  |                  |                   |                   |                   |                   |  |
|  | Huracán (SL)              | 1                     | 1                     | 2                     |   |                |                  |                  |                  |                  |  |             |                   |                   |                   |                   |  |                  |                   |                   |                   |                   |  |
|  | Huracán (SL)              | 1                     | 1                     | 2                     |   |                |                  |                  |                  |                  |  |             |                   |                   |                   |                   |  |                  |                   |                   |                   |                   |  |
|  | Jorge Newbery (VM)        | 1                     | 0                     | 1                     |   |                |                  |                  |                  |                  |  |             |                   |                   |                   |                   |  |                  |                   |                   |                   |                   |  |
|  | Jorge Newbery (VM)        | 1                     | 0                     | 1                     |   | Huracán (SL)   | 0                | 0                | 0                |                  |  |             |                   |                   |                   |                   |  |                  |                   |                   |                   |                   |  |
|  |                           |                       |                       |                       |   | Huracán (SL)   | 0                | 0                | 0                |                  |  |             |                   |                   |                   |                   |  |                  |                   |                   |                   |                   |  |
|  |                           |                       | EFI Juniors           | 2                     | 0 | 2              |                  |                  |                  |                  |  |             |                   |                   |                   |                   |  |                  |                   |                   |                   |                   |  |
|  | EFI Juniors               | 2                     | EFI Juniors           | 2                     | 0 | 2              | 2                | 4                |                  |                  |  |             |                   |                   |                   |                   |  |                  |                   |                   |                   |                   |  |
|  | EFI Juniors               | 2                     |                       |                       |   |                |                  |                  |                  |                  |  |             |                   |                   |                   |                   |  |                  |                   |                   |                   |                   |  |
|  | San Martín (Merlo)        | 1                     | 1                     | 2                     |   |                |                  |                  |                  |                  |  |             |                   |                   |                   |                   |  |                  |                   |                   |                   |                   |  |
|  | San Martín (Merlo)        | 1                     | 1                     | 2                     |   |                |                  |                  |                  |                  |  | EFI Juniors | 0                 | 1                 | 1                 |                   |  |                  |                   |                   |                   |                   |  |
|  |                           |                       |                       |                       |   |                |                  |                  |                  |                  |  | EFI Juniors | 0                 | 1                 | 1                 |                   |  |                  |                   |                   |                   |                   |  |
|  |                           |                       | Juventud Alianza      | 4                     | 3 | 7              |                  |                  |                  |                  |  |             |                   |                   |                   |                   |  |                  |                   |                   |                   |                   |  |
|  | Peñaflor (VDB)            | 0                     | Juventud Alianza      | 4                     | 3 | 7              | 3                | 3(5)             |                  |                  |  |             |                   |                   |                   |                   |  |                  |                   |                   |                   |                   |  |
|  | Peñaflor (VDB)            | 0                     |                       |                       |   |                |                  |                  |                  |                  |  |             |                   |                   |                   |                   |  |                  |                   |                   |                   |                   |  |
|  | Colón Junior              | 1                     | 2                     | 3(4)                  |   |                |                  |                  |                  |                  |  |             |                   |                   |                   |                   |  |                  |                   |                   |                   |                   |  |
|  | Colón Junior              | 1                     | 2                     | 3(4)                  |   | Peñaflor (VDB) | PP               | -                | E                |                  |  |             |                   |                   |                   |                   |  |                  |                   |                   |                   |                   |  |
|  |                           |                       |                       |                       |   | Peñaflor (VDB) | PP               | -                | E                |                  |  |             |                   |                   |                   |                   |  |                  |                   |                   |                   |                   |  |
|  |                           |                       | Juventud Alianza      | GP                    | - | C              |                  |                  |                  |                  |  |             |                   |                   |                   |                   |  |                  |                   |                   |                   |                   |  |
|  | Juventud Alianza          | 3                     | Juventud Alianza      | GP                    | - | C              | 6                | 9                |                  |                  |  |             |                   |                   |                   |                   |  |                  |                   |                   |                   |                   |  |
|  | Juventud Alianza          | 3                     |                       |                       |   |                |                  |                  |                  |                  |  |             |                   |                   |                   |                   |  |                  |                   |                   |                   |                   |  |
|  | Angaqueros del Sud        | 0                     | 0                     | 0                     |   |                |                  |                  |                  |                  |  |             |                   |                   |                   |                   |  |                  |                   |                   |                   |                   |  |
|  | Angaqueros del Sud        | 0                     | 0                     | 0                     |   |                |                  |                  |                  |                  |  |             |                   |                   |                   |                   |  | Juventud Alianza | 1                 | 3                 | 4                 |                   |  |
|  |                           |                       |                       |                       |   |                |                  |                  |                  |                  |  |             |                   |                   |                   |                   |  | Juventud Alianza | 1                 | 3                 | 4                 |                   |  |
|  |                           |                       | Gutiérrez             | 2                     | 1 | 3              |                  |                  |                  |                  |  |             |                   |                   |                   |                   |  |                  |                   |                   |                   |                   |  |
|  | Sportivo Ballofet         | 1                     | Gutiérrez             | 2                     | 1 | 3              | 1                | 2                |                  |                  |  |             |                   |                   |                   |                   |  |                  |                   |                   |                   |                   |  |
|  | Sportivo Ballofet         | 1                     |                       |                       |   |                |                  |                  |                  |                  |  |             |                   |                   |                   |                   |  |                  |                   |                   |                   |                   |  |
|  | Argentino (GA)            | 4                     | 1                     | 5                     |   |                |                  |                  |                  |                  |  |             |                   |                   |                   |                   |  |                  |                   |                   |                   |                   |  |
|  | Argentino (GA)            | 4                     | 1                     | 5                     |   | Argentino (GA) | 0                | 1                | 1                |                  |  |             |                   |                   |                   |                   |  |                  |                   |                   |                   |                   |  |
|  |                           |                       |                       |                       |   | Argentino (GA) | 0                | 1                | 1                |                  |  |             |                   |                   |                   |                   |  |                  |                   |                   |                   |                   |  |
|  |                           |                       | FADEP                 | 3                     | 1 | 4              |                  |                  |                  |                  |  |             |                   |                   |                   |                   |  |                  |                   |                   |                   |                   |  |
|  | Independiente Calle Larga | 1                     | FADEP                 | 3                     | 1 | 4              | 0                | 1(1)             |                  |                  |  |             |                   |                   |                   |                   |  |                  |                   |                   |                   |                   |  |
|  | Independiente Calle Larga | 1                     |                       |                       |   |                |                  |                  |                  |                  |  |             |                   |                   |                   |                   |  |                  |                   |                   |                   |                   |  |
|  | FADEP                     | 1                     | 0                     | 1(4)                  |   |                |                  |                  |                  |                  |  |             |                   |                   |                   |                   |  |                  |                   |                   |                   |                   |  |
|  | FADEP                     | 1                     | 0                     | 1(4)                  |   |                |                  |                  |                  |                  |  | FADEP       | 0                 | 3                 | 3(1)              |                   |  |                  |                   |                   |                   |                   |  |
|  |                           |                       |                       |                       |   |                |                  |                  |                  |                  |  | FADEP       | 0                 | 3                 | 3(1)              |                   |  |                  |                   |                   |                   |                   |  |
|  |                           |                       | Gutiérrez             | 3                     | 0 | 3(3)           |                  |                  |                  |                  |  |             |                   |                   |                   |                   |  |                  |                   |                   |                   |                   |  |
|  | San Martín (Mendoza)      | PP                    | Gutiérrez             | 3                     | 0 | 3(3)           | -                | E                |                  |                  |  |             |                   |                   |                   |                   |  |                  |                   |                   |                   |                   |  |
|  | San Martín (Mendoza)      | PP                    |                       |                       |   |                |                  |                  |                  |                  |  |             |                   |                   |                   |                   |  |                  |                   |                   |                   |                   |  |
|  | El Porvenir (SR)          | PP                    | -                     | E                     |   |                |                  |                  |                  |                  |  |             |                   |                   |                   |                   |  |                  |                   |                   |                   |                   |  |
|  | El Porvenir (SR)          | PP                    | -                     | E                     |   | -              | -                | -                | -                |                  |  |             |                   |                   |                   |                   |  |                  |                   |                   |                   |                   |  |
|  |                           |                       |                       |                       |   | -              | -                | -                | -                |                  |  |             |                   |                   |                   |                   |  |                  |                   |                   |                   |                   |  |
|  |                           |                       | Gutiérrez             | -                     | - | -              |                  |                  |                  |                  |  |             |                   |                   |                   |                   |  |                  |                   |                   |                   |                   |  |
|  | Ferro Carril Oeste (GA)   | 0                     | Gutiérrez             | -                     | - | -              | 0                | 0                |                  |                  |  |             |                   |                   |                   |                   |  |                  |                   |                   |                   |                   |  |
|  | Ferro Carril Oeste (GA)   | 0                     |                       |                       |   |                |                  |                  |                  |                  |  |             |                   |                   |                   |                   |  |                  |                   |                   |                   |                   |  |
|  | Gutiérrez                 | 1                     | 1                     | 2                     |   |                |                  |                  |                  |                  |  |             |                   |                   |                   |                   |  |                  |                   |                   |                   |                   |  |
|  | Gutiérrez                 | 1                     | 1                     | 2                     |   |                |                  |                  |                  |                  |  |             |                   |                   |                   |                   |  |                  |                   |                   |                   |                   |  |
|  |                           |                       |                       |                       |   |                |                  |                  |                  |                  |  |             |                   |                   |                   |                   |  |                  |                   |                   |                   |                   |  |

### Región Bonaerense Pampeana Norte

#### Primera ronda
Se conformaron siete zonas, seis con cuatro equipos y una con tres. Clasificaron a la Segunda ronda los ubicados en el primero y segundo puesto de cada una y los dos mejores terceros de las zonas de cuatro equipos.

##### Zona 1

###### Tabla de posiciones final
| Pos. | Equipo               | Pts. | PJ | PG | PE | PP | GF | GC | Dif. |
| ---- | -------------------- | ---- | -- | -- | -- | -- | -- | -- | ---- |
| 1.º  | Deportivo Zoe        | 15   | 6  | 5  | 0  | 1  | 10 | 3  | 7    |
| 2.º  | Deportivo Malvinas   | 10   | 6  | 3  | 1  | 2  | 6  | 6  | 0    |
| 3.º  | Musou Argentina      | 7    | 6  | 2  | 1  | 3  | 4  | 6  | −2   |
| 4.º  | Atlético José C. Paz | 2    | 6  | 0  | 2  | 4  | 5  | 10 | −5   |

|  | Clasificados a la segunda ronda. |

##### Zona 2

###### Tabla de posiciones final
| Pos. | Equipo              | Pts. | PJ | PG | PE | PP | GF | GC | Dif. |
| ---- | ------------------- | ---- | -- | -- | -- | -- | -- | -- | ---- |
| 1.º  | Unidos de Olmos     | 9    | 6  | 2  | 3  | 1  | 9  | 5  | 4    |
| 2.º  | Estrella de Berisso | 9    | 6  | 2  | 3  | 1  | 9  | 8  | 1    |
| 3.º  | Alumni (Los Hornos) | 9    | 6  | 2  | 3  | 1  | 8  | 9  | −1   |
| 4.º  | Defensores de Glew  | 4    | 6  | 1  | 1  | 4  | 7  | 11 | −4   |

|  | Clasificados a la segunda ronda. |

##### Zona 3

###### Tabla de posiciones final
| Pos. | Equipo                | Pts. | PJ | PG | PE | PP | GF | GC | Dif. |
| ---- | --------------------- | ---- | -- | -- | -- | -- | -- | -- | ---- |
| 1.º  | Sportivo Baradero     | 16   | 6  | 5  | 1  | 0  | 15 | 4  | 11   |
| 2.º  | SAT                   | 10   | 6  | 3  | 1  | 2  | 12 | 8  | 4    |
| 3.º  | Deportivo Metalúrgico | 9    | 6  | 3  | 0  | 3  | 17 | 12 | 5    |
| 4.º  | Atlético Las Campanas | 0    | 6  | 0  | 0  | 6  | 7  | 27 | −20  |

|  | Clasificados a la segunda ronda. |

##### Zona 4

###### Tabla de posiciones final
| Pos. | Equipo              | Pts. | PJ | PG | PE | PP | GF | GC | Dif. |
| ---- | ------------------- | ---- | -- | -- | -- | -- | -- | -- | ---- |
| 1.º  | Colón (Chivilcoy)   | 13   | 6  | 4  | 1  | 1  | 9  | 3  | 6    |
| 2.º  | Compañía General    | 11   | 6  | 3  | 2  | 1  | 6  | 4  | 2    |
| 3.º  | Defensores de Salto | 8    | 6  | 2  | 2  | 2  | 9  | 5  | 4    |
| 4.º  | El Frontón          | 1    | 6  | 0  | 1  | 5  | 2  | 14 | −12  |

|  | Clasificados a la segunda ronda. |

##### Zona 5

###### Tabla de posiciones final
| Pos. | Equipo                    | Pts. | PJ | PG | PE | PP | GF | GC | Dif. |
| ---- | ------------------------- | ---- | -- | -- | -- | -- | -- | -- | ---- |
| 1.º  | Sportivo Barracas (Colón) | 13   | 6  | 4  | 1  | 1  | 11 | 4  | 7    |
| 2.º  | Juventud (Pergamino)      | 9    | 6  | 2  | 3  | 1  | 7  | 4  | 3    |
| 3.º  | Argentino Oeste           | 7    | 6  | 2  | 1  | 3  | 6  | 11 | −5   |
| 4.º  | Argentino (Rancagua)      | 4    | 6  | 1  | 1  | 4  | 5  | 10 | −5   |

|  | Clasificados a la segunda ronda. |

##### Zona 6

###### Tabla de posiciones final
| Pos. | Equipo                 | Pts. | PJ | PG | PE | PP | GF | GC | Dif. |
| ---- | ---------------------- | ---- | -- | -- | -- | -- | -- | -- | ---- |
| 1.º  | Colonial Ferré         | 11   | 6  | 3  | 2  | 1  | 14 | 8  | 6    |
| 2.º  | Mariano Moreno         | 10   | 6  | 3  | 1  | 2  | 11 | 8  | 3    |
| 3.º  | Villa Belgrano (Junín) | 7    | 6  | 1  | 4  | 1  | 10 | 10 | 0    |
| 4.º  | 9 de Julio (Chacabuco) | 3    | 6  | 0  | 3  | 3  | 7  | 16 | −9   |

|  | Clasificados a la segunda ronda. |

##### Zona 7

###### Tabla de posiciones final
| Pos. | Equipo              | Pts. | PJ | PG | PE | PP | GF | GC | Dif. |
| ---- | ------------------- | ---- | -- | -- | -- | -- | -- | -- | ---- |
| 1.º  | Rivadavia (Lincoln) | 9    | 4  | 3  | 0  | 1  | 7  | 3  | 4    |
| 2.º  | El Linqueño         | 7    | 4  | 2  | 1  | 1  | 6  | 4  | 2    |
| 3.º  | Academia Mascherano | 1    | 4  | 0  | 1  | 3  | 3  | 9  | −6   |

|  | Clasificados a la segunda ronda. |

##### Tabla de terceros de las zonas de cuatro equipos
| Pos. | Equipo                | Pts. | PJ | PG | PE | PP | GF | GC | Dif. |
| ---- | --------------------- | ---- | -- | -- | -- | -- | -- | -- | ---- |
| 1.º  | Deportivo Metalúrgico | 9    | 6  | 3  | 0  | 3  | 17 | 12 | 5    |
| 2.º  | Alumni (Los Hornos)   | 9    | 6  | 2  | 3  | 1  | 8  | 9  | −1   |
| 3.º  | Defensores de Salto   | 8    | 6  | 2  | 2  | 2  | 9  | 5  | 4    |
| 4.º  | Musou Argentina       | 7    | 6  | 2  | 1  | 3  | 4  | 6  | −2   |
| 5.º  | Argentino Oeste       | 7    | 6  | 2  | 1  | 3  | 6  | 11 | −5   |

|  | Clasificados a la segunda ronda. |

#### Segunda, tercera, cuarta y quinta ronda
Las disputaron los dieciséis equipos clasificados en la Primera ronda, por eliminación directa a doble partido, uno en cada sede. En caso de empate al cabo de la serie, se ejecutaron tiros desde el punto penal.

##### Cuadro de desarrollo
|  | Segunda ronda                 | Segunda ronda                 | Segunda ronda                 | Segunda ronda                 |   |                   | Tercera ronda    | Tercera ronda    | Tercera ronda    | Tercera ronda    |  |                   | Cuarta ronda      | Cuarta ronda      | Cuarta ronda      | Cuarta ronda      |  |               | Quinta ronda      | Quinta ronda      | Quinta ronda      | Quinta ronda      |  |
|  | 17 de diciembre al 2 de enero | 17 de diciembre al 2 de enero | 17 de diciembre al 2 de enero | 17 de diciembre al 2 de enero |   |                   | 9 al 19 de enero | 9 al 19 de enero | 9 al 19 de enero | 9 al 19 de enero |  |                   | 23 al 30 de enero | 23 al 30 de enero | 23 al 30 de enero | 23 al 30 de enero |  |               | 6 y 13 de febrero | 6 y 13 de febrero | 6 y 13 de febrero | 6 y 13 de febrero |  |
|  |                               |                               |                               |                               |   |                   |                  |                  |                  |                  |  |                   |                   |                   |                   |                   |  |               |                   |                   |                   |                   |  |
|  |                               |                               |                               |                               |   |                   |                  |                  |                  |                  |  |                   |                   |                   |                   |                   |  |               |                   |                   |                   |                   |  |
|  | Sportivo Barracas (C)         | 2                             | 1                             | 3                             |   |                   |                  |                  |                  |                  |  |                   |                   |                   |                   |                   |  |               |                   |                   |                   |                   |  |
|  | Sportivo Barracas (C)         | 2                             | 1                             | 3                             |   |                   |                  |                  |                  |                  |  |                   |                   |                   |                   |                   |  |               |                   |                   |                   |                   |  |
|  | Mariano Moreno                | 3                             | 1                             | 4                             |   |                   |                  |                  |                  |                  |  |                   |                   |                   |                   |                   |  |               |                   |                   |                   |                   |  |
|  | Mariano Moreno                | 3                             | 1                             | 4                             |   | Mariano Moreno    | 1                | 1                | 2                |                  |  |                   |                   |                   |                   |                   |  |               |                   |                   |                   |                   |  |
|  |                               |                               |                               |                               |   | Mariano Moreno    | 1                | 1                | 2                |                  |  |                   |                   |                   |                   |                   |  |               |                   |                   |                   |                   |  |
|  |                               |                               | SAT                           | 0                             | 1 | 1                 |                  |                  |                  |                  |  |                   |                   |                   |                   |                   |  |               |                   |                   |                   |                   |  |
|  | Compañía General              | 0                             | SAT                           | 0                             | 1 | 1                 | 0                | 0(0)             |                  |                  |  |                   |                   |                   |                   |                   |  |               |                   |                   |                   |                   |  |
|  | Compañía General              | 0                             |                               |                               |   |                   |                  |                  |                  |                  |  |                   |                   |                   |                   |                   |  |               |                   |                   |                   |                   |  |
|  | SAT                           | 0                             | 0                             | 0(3)                          |   |                   |                  |                  |                  |                  |  |                   |                   |                   |                   |                   |  |               |                   |                   |                   |                   |  |
|  | SAT                           | 0                             | 0                             | 0(3)                          |   |                   |                  |                  |                  |                  |  | Mariano Moreno    | 0                 | 3                 | 3                 |                   |  |               |                   |                   |                   |                   |  |
|  |                               |                               |                               |                               |   |                   |                  |                  |                  |                  |  | Mariano Moreno    | 0                 | 3                 | 3                 |                   |  |               |                   |                   |                   |                   |  |
|  |                               |                               | Rivadavia (L)                 | 2                             | 2 | 4                 |                  |                  |                  |                  |  |                   |                   |                   |                   |                   |  |               |                   |                   |                   |                   |  |
|  | Rivadavia (L)                 | 1                             | Rivadavia (L)                 | 2                             | 2 | 4                 | 4                | 5                |                  |                  |  |                   |                   |                   |                   |                   |  |               |                   |                   |                   |                   |  |
|  | Rivadavia (L)                 | 1                             |                               |                               |   |                   |                  |                  |                  |                  |  |                   |                   |                   |                   |                   |  |               |                   |                   |                   |                   |  |
|  | Juventud (P)                  | 1                             | 0                             | 1                             |   |                   |                  |                  |                  |                  |  |                   |                   |                   |                   |                   |  |               |                   |                   |                   |                   |  |
|  | Juventud (P)                  | 1                             | 0                             | 1                             |   | Rivadavia (L)     | 1                | 1                | 2(5)             |                  |  |                   |                   |                   |                   |                   |  |               |                   |                   |                   |                   |  |
|  |                               |                               |                               |                               |   | Rivadavia (L)     | 1                | 1                | 2(5)             |                  |  |                   |                   |                   |                   |                   |  |               |                   |                   |                   |                   |  |
|  |                               |                               | Colonial Ferré                | 2                             | 0 | 2(3)              |                  |                  |                  |                  |  |                   |                   |                   |                   |                   |  |               |                   |                   |                   |                   |  |
|  | Colonial Ferré                | 2                             | Colonial Ferré                | 2                             | 0 | 2(3)              | 0                | 2                |                  |                  |  |                   |                   |                   |                   |                   |  |               |                   |                   |                   |                   |  |
|  | Colonial Ferré                | 2                             |                               |                               |   |                   |                  |                  |                  |                  |  |                   |                   |                   |                   |                   |  |               |                   |                   |                   |                   |  |
|  | El Linqueño                   | 0                             | 0                             | 0                             |   |                   |                  |                  |                  |                  |  |                   |                   |                   |                   |                   |  |               |                   |                   |                   |                   |  |
|  | El Linqueño                   | 0                             | 0                             | 0                             |   |                   |                  |                  |                  |                  |  |                   |                   |                   |                   |                   |  | Rivadavia (L) | 2                 | 0                 | 2(5)              |                   |  |
|  |                               |                               |                               |                               |   |                   |                  |                  |                  |                  |  |                   |                   |                   |                   |                   |  | Rivadavia (L) | 2                 | 0                 | 2(5)              |                   |  |
|  |                               |                               | Sportivo Baradero             | 2                             | 0 | 2(4)              |                  |                  |                  |                  |  |                   |                   |                   |                   |                   |  |               |                   |                   |                   |                   |  |
|  | Sportivo Baradero             | 0                             | Sportivo Baradero             | 2                             | 0 | 2(4)              | 4                | 4                |                  |                  |  |                   |                   |                   |                   |                   |  |               |                   |                   |                   |                   |  |
|  | Sportivo Baradero             | 0                             |                               |                               |   |                   |                  |                  |                  |                  |  |                   |                   |                   |                   |                   |  |               |                   |                   |                   |                   |  |
|  | Deportivo Malvinas            | 2                             | 1                             | 3                             |   |                   |                  |                  |                  |                  |  |                   |                   |                   |                   |                   |  |               |                   |                   |                   |                   |  |
|  | Deportivo Malvinas            | 2                             | 1                             | 3                             |   | Sportivo Baradero | 0                | 3                | 3                |                  |  |                   |                   |                   |                   |                   |  |               |                   |                   |                   |                   |  |
|  |                               |                               |                               |                               |   | Sportivo Baradero | 0                | 3                | 3                |                  |  |                   |                   |                   |                   |                   |  |               |                   |                   |                   |                   |  |
|  |                               |                               | Colón (C)                     | 1                             | 0 | 1                 |                  |                  |                  |                  |  |                   |                   |                   |                   |                   |  |               |                   |                   |                   |                   |  |
|  | Colón (C)                     | 0                             | Colón (C)                     | 1                             | 0 | 1                 | 1                | 1                |                  |                  |  |                   |                   |                   |                   |                   |  |               |                   |                   |                   |                   |  |
|  | Colón (C)                     | 0                             |                               |                               |   |                   |                  |                  |                  |                  |  |                   |                   |                   |                   |                   |  |               |                   |                   |                   |                   |  |
|  | Estrella de Berisso           | 0                             | 0                             | 0                             |   |                   |                  |                  |                  |                  |  |                   |                   |                   |                   |                   |  |               |                   |                   |                   |                   |  |
|  | Estrella de Berisso           | 0                             | 0                             | 0                             |   |                   |                  |                  |                  |                  |  | Sportivo Baradero | 1                 | 3                 | 4                 |                   |  |               |                   |                   |                   |                   |  |
|  |                               |                               |                               |                               |   |                   |                  |                  |                  |                  |  | Sportivo Baradero | 1                 | 3                 | 4                 |                   |  |               |                   |                   |                   |                   |  |
|  |                               |                               | Deportivo Zoe                 | 1                             | 1 | 2                 |                  |                  |                  |                  |  |                   |                   |                   |                   |                   |  |               |                   |                   |                   |                   |  |
|  | Unidos de Olmos               | 2                             | Deportivo Zoe                 | 1                             | 1 | 2                 | 3                | 5                |                  |                  |  |                   |                   |                   |                   |                   |  |               |                   |                   |                   |                   |  |
|  | Unidos de Olmos               | 2                             |                               |                               |   |                   |                  |                  |                  |                  |  |                   |                   |                   |                   |                   |  |               |                   |                   |                   |                   |  |
|  | Deportivo Metalúrgico         | 0                             | 2                             | 2                             |   |                   |                  |                  |                  |                  |  |                   |                   |                   |                   |                   |  |               |                   |                   |                   |                   |  |
|  | Deportivo Metalúrgico         | 0                             | 2                             | 2                             |   | Unidos de Olmos   | 0                | 0                | 0                |                  |  |                   |                   |                   |                   |                   |  |               |                   |                   |                   |                   |  |
|  |                               |                               |                               |                               |   | Unidos de Olmos   | 0                | 0                | 0                |                  |  |                   |                   |                   |                   |                   |  |               |                   |                   |                   |                   |  |
|  |                               |                               | Deportivo Zoe                 | 1                             | 2 | 3                 |                  |                  |                  |                  |  |                   |                   |                   |                   |                   |  |               |                   |                   |                   |                   |  |
|  | Deportivo Zoe                 | 0                             | Deportivo Zoe                 | 1                             | 2 | 3                 | 3                | 3                |                  |                  |  |                   |                   |                   |                   |                   |  |               |                   |                   |                   |                   |  |
|  | Deportivo Zoe                 | 0                             |                               |                               |   |                   |                  |                  |                  |                  |  |                   |                   |                   |                   |                   |  |               |                   |                   |                   |                   |  |
|  | Alumni (LH)                   | 1                             | 0                             | 1                             |   |                   |                  |                  |                  |                  |  |                   |                   |                   |                   |                   |  |               |                   |                   |                   |                   |  |
|  | Alumni (LH)                   | 1                             | 0                             | 1                             |   |                   |                  |                  |                  |                  |  |                   |                   |                   |                   |                   |  |               |                   |                   |                   |                   |  |
|  |                               |                               |                               |                               |   |                   |                  |                  |                  |                  |  |                   |                   |                   |                   |                   |  |               |                   |                   |                   |                   |  |

### Región Bonaerense Pampeana Sur

#### Primera ronda
Se conformaron seis zonas, dos con cuatro equipos y cuatro de ellas con tres. Clasificaron a la Segunda ronda los ubicados en el primer puesto de cada zona y los segundos de las zonas de cuatro equipos.

##### Zona 1

###### Tabla de posiciones final
| Pos. | Equipo                  | Pts. | PJ | PG | PE | PP | GF | GC | Dif. |
| ---- | ----------------------- | ---- | -- | -- | -- | -- | -- | -- | ---- |
| 1.º  | Costa Brava             | 11   | 6  | 3  | 2  | 1  | 5  | 4  | 1    |
| 2.º  | Alvear FC               | 8    | 6  | 2  | 2  | 2  | 8  | 8  | 0    |
| 3.º  | All Boys (Santa Rosa)   | 8    | 6  | 2  | 2  | 2  | 12 | 8  | 4    |
| 4.º  | Racing (Eduardo Castex) | 5    | 6  | 1  | 2  | 3  | 5  | 10 | −5   |

|  | Clasificados a la segunda ronda. |

##### Zona 2

###### Tabla de posiciones final
| Pos. | Equipo                    | Pts. | PJ | PG | PE | PP | GF | GC | Dif. |
| ---- | ------------------------- | ---- | -- | -- | -- | -- | -- | -- | ---- |
| 1.º  | Liniers (Bahía Blanca)    | 10   | 4  | 3  | 1  | 0  | 6  | 3  | 3    |
| 2.º  | Bella Vista               | 7    | 4  | 2  | 1  | 1  | 7  | 3  | 4    |
| 3.º  | Huracán (Ingeniero White) | 0    | 4  | 0  | 0  | 4  | 3  | 10 | −7   |

|  | Clasificados a la segunda ronda. |

##### Zona 3

###### Tabla de posiciones final
| Pos. | Equipo                  | Pts. | PJ | PG | PE | PP | GF | GC | Dif. |
| ---- | ----------------------- | ---- | -- | -- | -- | -- | -- | -- | ---- |
| 1.º  | Balonpié                | 8    | 4  | 2  | 2  | 0  | 5  | 2  | 3    |
| 2.º  | Sportivo Piazza         | 4    | 4  | 1  | 1  | 2  | 5  | 4  | 1    |
| 3.º  | Argentinos (25 de Mayo) | 4    | 4  | 1  | 1  | 2  | 4  | 8  | −4   |

|  | Clasificados a la segunda ronda. |

##### Zona 4

###### Tabla de posiciones final
| Pos. | Equipo                       | Pts. | PJ | PG | PE | PP | GF | GC | Dif. |
| ---- | ---------------------------- | ---- | -- | -- | -- | -- | -- | -- | ---- |
| 1.º  | Ferro Carril Sud (Olavarría) | 10   | 6  | 2  | 4  | 0  | 7  | 3  | 4    |
| 2.º  | Embajadores                  | 9    | 6  | 2  | 3  | 1  | 9  | 8  | 1    |
| 3.º  | Estudiantes (Olavarría)      | 7    | 6  | 2  | 1  | 3  | 3  | 7  | −4   |
| 4.º  | Racing Club (Olavarría)      | 5    | 6  | 1  | 2  | 3  | 8  | 9  | −1   |

|  | Clasificados a la segunda ronda. |

##### Zona 5

###### Tabla de posiciones final
| Pos. | Equipo                       | Pts. | PJ | PG | PE | PP | GF | GC | Dif. |
| ---- | ---------------------------- | ---- | -- | -- | -- | -- | -- | -- | ---- |
| 1.º  | Independiente (San Cayetano) | 10   | 4  | 3  | 1  | 0  | 5  | 1  | 4    |
| 2.º  | Kimberley (Mar del Plata)    | 4    | 4  | 1  | 1  | 2  | 3  | 5  | −2   |
| 3.º  | El Gran Porvenir             | 3    | 4  | 1  | 0  | 3  | 2  | 4  | −2   |

|  | Clasificados a la segunda ronda. |

##### Zona 6

###### Tabla de posiciones final
| Pos. | Equipo                 | Pts. | PJ | PG | PE | PP | GF | GC | Dif. |
| ---- | ---------------------- | ---- | -- | -- | -- | -- | -- | -- | ---- |
| 1.º  | Huracán (Tres Arroyos) | 8    | 4  | 2  | 2  | 0  | 5  | 3  | 2    |
| 2.º  | Sporting (Punta Alta)  | 7    | 4  | 2  | 1  | 1  | 7  | 3  | 4    |
| 3.º  | Atlético Juarense      | 1    | 4  | 0  | 1  | 3  | 1  | 7  | −6   |

|  | Clasificados a la segunda ronda. |

#### Segunda, tercera y cuarta ronda
Las disputaron los ocho equipos clasificados en la Primera ronda, por eliminación directa a doble partido, uno en cada sede. En caso de empate al cabo de la serie, se ejecutaron tiros desde el punto penal.

##### Cuadro de desarrollo
|  | Segunda ronda        | Segunda ronda    | Segunda ronda        | Segunda ronda    |   |              | Tercera ronda     | Tercera ronda     | Tercera ronda     | Tercera ronda     |  |                      | Cuarta ronda      | Cuarta ronda      | Cuarta ronda      | Cuarta ronda      |  |
|  | 9 al 16 de enero     | 9 al 16 de enero | 9 al 16 de enero     | 9 al 16 de enero |   |              | 23 al 30 de enero | 23 al 30 de enero | 23 al 30 de enero | 23 al 30 de enero |  |                      | 6 y 13 de febrero | 6 y 13 de febrero | 6 y 13 de febrero | 6 y 13 de febrero |  |
|  |                      |                  |                      |                  |   |              |                   |                   |                   |                   |  |                      |                   |                   |                   |                   |  |
|  |                      |                  |                      |                  |   |              |                   |                   |                   |                   |  |                      |                   |                   |                   |                   |  |
|  | Costa Brava          | 1                | 2                    | 3(4)             |   |              |                   |                   |                   |                   |  |                      |                   |                   |                   |                   |  |
|  | Costa Brava          | 1                | 2                    | 3(4)             |   |              |                   |                   |                   |                   |  |                      |                   |                   |                   |                   |  |
|  | Embajadores          | 1                | 2                    | 3(3)             |   |              |                   |                   |                   |                   |  |                      |                   |                   |                   |                   |  |
|  | Embajadores          | 1                | 2                    | 3(3)             |   | Costa Brava  | 0                 | 1                 | 1(5)              |                   |  |                      |                   |                   |                   |                   |  |
|  |                      |                  |                      |                  |   | Costa Brava  | 0                 | 1                 | 1(5)              |                   |  |                      |                   |                   |                   |                   |  |
|  |                      |                  | Ferro Carril Sud (O) | 0                | 1 | 1(6)         |                   |                   |                   |                   |  |                      |                   |                   |                   |                   |  |
|  | Ferro Carril Sud (O) | 1                | Ferro Carril Sud (O) | 0                | 1 | 1(6)         | 2                 | 3                 |                   |                   |  |                      |                   |                   |                   |                   |  |
|  | Ferro Carril Sud (O) | 1                |                      |                  |   |              |                   |                   |                   |                   |  |                      |                   |                   |                   |                   |  |
|  | Alvear FC (IA)       | 1                | 1                    | 2                |   |              |                   |                   |                   |                   |  |                      |                   |                   |                   |                   |  |
|  | Alvear FC (IA)       | 1                | 1                    | 2                |   |              |                   |                   |                   |                   |  | Ferro Carril Sud (O) | 0                 | 0                 | 0                 |                   |  |
|  |                      |                  |                      |                  |   |              |                   |                   |                   |                   |  | Ferro Carril Sud (O) | 0                 | 0                 | 0                 |                   |  |
|  |                      |                  | Liniers (BB)         | 0                | 1 | 1            |                   |                   |                   |                   |  |                      |                   |                   |                   |                   |  |
|  | Liniers (BB)         | 0                | Liniers (BB)         | 0                | 1 | 1            | 4                 | 4                 |                   |                   |  |                      |                   |                   |                   |                   |  |
|  | Liniers (BB)         | 0                |                      |                  |   |              |                   |                   |                   |                   |  |                      |                   |                   |                   |                   |  |
|  | Huracán (TA)         | 0                | 0                    | 0                |   |              |                   |                   |                   |                   |  |                      |                   |                   |                   |                   |  |
|  | Huracán (TA)         | 0                | 0                    | 0                |   | Liniers (BB) | 1                 | 5                 | 6                 |                   |  |                      |                   |                   |                   |                   |  |
|  |                      |                  |                      |                  |   | Liniers (BB) | 1                 | 5                 | 6                 |                   |  |                      |                   |                   |                   |                   |  |
|  |                      |                  | Independiente (SC)   | 2                | 0 | 2            |                   |                   |                   |                   |  |                      |                   |                   |                   |                   |  |
|  | Independiente (SC)   | 0                | Independiente (SC)   | 2                | 0 | 2            | 3                 | 3                 |                   |                   |  |                      |                   |                   |                   |                   |  |
|  | Independiente (SC)   | 0                |                      |                  |   |              |                   |                   |                   |                   |  |                      |                   |                   |                   |                   |  |
|  | Balonpié             | 1                | 1                    | 2                |   |              |                   |                   |                   |                   |  |                      |                   |                   |                   |                   |  |
|  | Balonpié             | 1                | 1                    | 2                |   |              |                   |                   |                   |                   |  |                      |                   |                   |                   |                   |  |
|  |                      |                  |                      |                  |   |              |                   |                   |                   |                   |  |                      |                   |                   |                   |                   |  |

### Región Patagónica

#### Primera ronda
Se conformaron nueve zonas, dos de ellas con cuatro equipos y las otras siete con tres. Clasificaron a la Segunda ronda los ubicados en el primer puesto de cada zona, los que ocuparon el segundo puesto de las zonas de cuatro equipos y los cinco mejores segundos de las zonas integradas por tres.

##### Zona 1

###### Tabla de posiciones final
| Pos. | Equipo                  | Pts. | PJ | PG | PE | PP | GF | GC | Dif. |
| ---- | ----------------------- | ---- | -- | -- | -- | -- | -- | -- | ---- |
| 1.º  | Petroquimica            | 8    | 4  | 2  | 2  | 0  | 10 | 3  | 7    |
| 2.º  | Camioneros (Río Grande) | 8    | 4  | 2  | 2  | 0  | 7  | 3  | 4    |
| 3.º  | Camioneros (Ushuaia)    | 0    | 4  | 0  | 0  | 4  | 2  | 13 | −11  |

|  | Clasificados a la segunda ronda. |

##### Zona 2

###### Tabla de posiciones final
| Pos. | Equipo                            | Pts. | PJ | PG | PE | PP | GF | GC | Dif. |
| ---- | --------------------------------- | ---- | -- | -- | -- | -- | -- | -- | ---- |
| 1.º  | Boxing Club                       | 18   | 6  | 6  | 0  | 0  | 18 | 2  | 16   |
| 2.º  | Independiente (Puerto San Julián) | 9    | 6  | 3  | 0  | 3  | 12 | 9  | 3    |
| 3.º  | Defensores (Pico Truncado)        | 9    | 6  | 3  | 0  | 3  | 6  | 6  | 0    |
| 4.º  | Banfield (Puerto Deseado)         | 0    | 6  | 0  | 0  | 6  | 6  | 25 | −19  |

|  | Clasificados a la segunda ronda. |

##### Zona 3

###### Tabla de posiciones final
| Pos. | Equipo                            | Pts. | PJ | PG | PE | PP | GF | GC | Dif. |
| ---- | --------------------------------- | ---- | -- | -- | -- | -- | -- | -- | ---- |
| 1.º  | Jorge Newbery (Comodoro Rivadavia | 10   | 4  | 3  | 1  | 0  | 9  | 3  | 6    |
| 2.º  | C.A.I. (Comodoro Rivadavia)       | 4    | 4  | 1  | 1  | 2  | 7  | 7  | 0    |
| 3.º  | Huracán (Comodoro Rivadavia)      | 3    | 4  | 1  | 0  | 3  | 3  | 9  | −6   |

|  | Clasificados a la segunda ronda. |

##### Zona 4

###### Tabla de posiciones final
| Pos. | Equipo          | Pts. | PJ | PG | PE | PP | GF | GC | Dif. |
| ---- | --------------- | ---- | -- | -- | -- | -- | -- | -- | ---- |
| 1.º  | J. J. Moreno    | 12   | 6  | 3  | 3  | 0  | 14 | 7  | 7    |
| 2.º  | Germinal        | 10   | 6  | 3  | 1  | 2  | 8  | 5  | 3    |
| 3.º  | Racing (Trelew) | 5    | 6  | 1  | 2  | 3  | 9  | 8  | 1    |
| 4.º  | Gaiman          | 5    | 6  | 1  | 2  | 3  | 7  | 18 | −11  |

|  | Clasificados a la segunda ronda. |

##### Zona 5

###### Tabla de posiciones final
| Pos. | Equipo                  | Pts. | PJ | PG | PE | PP | GF | GC | Dif. |
| ---- | ----------------------- | ---- | -- | -- | -- | -- | -- | -- | ---- |
| 1.º  | Maronese                | 6    | 4  | 1  | 3  | 0  | 4  | 3  | 1    |
| 2.º  | Independiente (Neuquén) | 5    | 4  | 1  | 2  | 1  | 2  | 3  | −1   |
| 3.º  | Centenario              | 4    | 4  | 1  | 1  | 2  | 3  | 3  | 0    |

|  | Clasificados a la segunda ronda. |

##### Zona 6

###### Tabla de posiciones final
| Pos. | Equipo              | Pts. | PJ | PG | PE | PP | GF | GC | Dif. |
| ---- | ------------------- | ---- | -- | -- | -- | -- | -- | -- | ---- |
| 1.º  | Deportivo Rincón    | 8    | 4  | 2  | 2  | 0  | 5  | 2  | 3    |
| 2.º  | Alianza (Cutral Có) | 6    | 4  | 1  | 3  | 0  | 5  | 3  | 2    |
| 3.º  | Pacífico (Neuquén)  | 1    | 4  | 0  | 1  | 3  | 3  | 8  | −5   |

|  | Clasificados a la segunda ronda. |

##### Zona 7

###### Tabla de posiciones final
| Pos. | Equipo                   | Pts. | PJ | PG | PE | PP | GF | GC | Dif. |
| ---- | ------------------------ | ---- | -- | -- | -- | -- | -- | -- | ---- |
| 1.º  | Cruz del Sur (Bariloche) | 9    | 4  | 3  | 0  | 1  | 18 | 2  | 16   |
| 2.º  | Chicago (Bariloche)      | 6    | 4  | 2  | 0  | 2  | 6  | 4  | 2    |
| 3.º  | Fontana (Trevelin)       | 3    | 4  | 1  | 0  | 3  | 2  | 20 | −18  |

|  | Clasificados a la segunda ronda. |

##### Zona 8

###### Tabla de posiciones final
| Pos. | Equipo                  | Pts. | PJ | PG | PE | PP | GF | GC | Dif. |
| ---- | ----------------------- | ---- | -- | -- | -- | -- | -- | -- | ---- |
| 1.º  | Unión Alem Progresista  | 7    | 4  | 2  | 1  | 1  | 5  | 2  | 3    |
| 2.º  | La Amistad              | 7    | 4  | 2  | 1  | 1  | 4  | 1  | 3    |
| 3.º  | Unión Deportiva Catriel | 3    | 4  | 1  | 0  | 3  | 2  | 8  | −6   |

|  | Clasificados a la segunda ronda. |

##### Zona 9

###### Tabla de posiciones final
| Pos. | Equipo               | Pts. | PJ | PG | PE | PP | GF | GC | Dif. |
| ---- | -------------------- | ---- | -- | -- | -- | -- | -- | -- | ---- |
| 1.º  | Deportivo Roca       | 9    | 4  | 3  | 0  | 1  | 10 | 3  | 7    |
| 2.º  | Deportivo Villalonga | 9    | 4  | 3  | 0  | 1  | 10 | 6  | 4    |
| 3.º  | Deportivo La Adela   | 0    | 4  | 0  | 0  | 4  | 5  | 16 | −11  |

|  | Clasificados a la segunda ronda. |

##### Tabla de segundos de las zonas de tres equipos
| Pos. | Equipo                      | Pts. | PJ | PG | PE | PP | GF | GC | Dif. |
| ---- | --------------------------- | ---- | -- | -- | -- | -- | -- | -- | ---- |
| 1.º  | Deportivo Villalonga        | 9    | 4  | 3  | 0  | 1  | 10 | 6  | 4    |
| 2.º  | Camioneros (Río Grande)     | 8    | 4  | 2  | 2  | 0  | 7  | 3  | 4    |
| 3.º  | La Amistad                  | 7    | 4  | 2  | 1  | 1  | 4  | 1  | 3    |
| 4.º  | Chicago (Bariloche)         | 6    | 4  | 2  | 0  | 2  | 6  | 4  | 2    |
| 5.º  | Alianza (Cutral Có)         | 6    | 4  | 1  | 3  | 0  | 5  | 3  | 2    |
| 6.º  | Independiente (Neuquén)     | 5    | 4  | 1  | 2  | 1  | 2  | 3  | −1   |
| 7.º  | C.A.I. (Comodoro Rivadavia) | 4    | 4  | 1  | 1  | 2  | 7  | 7  | 0    |

|  | Clasificados a la segunda ronda. |

#### Segunda, tercera, cuarta y quinta ronda
Las disputaron los dieciséis equipos clasificados en la Primera ronda, por eliminación directa a doble partido, uno en cada sede. En caso de empate al cabo de la serie, se ejecutaron tiros desde el punto penal.

##### Cuadro de desarrollo
|  | Segunda ronda          | Segunda ronda         | Segunda ronda         | Segunda ronda         |   |                        | Tercera ronda    | Tercera ronda    | Tercera ronda    | Tercera ronda    |  |                    | Cuarta ronda      | Cuarta ronda      | Cuarta ronda      | Cuarta ronda      |  |            | Quinta ronda      | Quinta ronda      | Quinta ronda      | Quinta ronda      |  |
|  | 18 al 29 de diciembre  | 18 al 29 de diciembre | 18 al 29 de diciembre | 18 al 29 de diciembre |   |                        | 9 al 19 de enero | 9 al 19 de enero | 9 al 19 de enero | 9 al 19 de enero |  |                    | 23 al 30 de enero | 23 al 30 de enero | 23 al 30 de enero | 23 al 30 de enero |  |            | 6 y 13 de febrero | 6 y 13 de febrero | 6 y 13 de febrero | 6 y 13 de febrero |  |
|  |                        |                       |                       |                       |   |                        |                  |                  |                  |                  |  |                    |                   |                   |                   |                   |  |            |                   |                   |                   |                   |  |
|  |                        |                       |                       |                       |   |                        |                  |                  |                  |                  |  |                    |                   |                   |                   |                   |  |            |                   |                   |                   |                   |  |
|  | Maronese               | 0                     | 0                     | 0                     |   |                        |                  |                  |                  |                  |  |                    |                   |                   |                   |                   |  |            |                   |                   |                   |                   |  |
|  | Maronese               | 0                     | 0                     | 0                     |   |                        |                  |                  |                  |                  |  |                    |                   |                   |                   |                   |  |            |                   |                   |                   |                   |  |
|  | Unión Alem Progresista | 1                     | 2                     | 3                     |   |                        |                  |                  |                  |                  |  |                    |                   |                   |                   |                   |  |            |                   |                   |                   |                   |  |
|  | Unión Alem Progresista | 1                     | 2                     | 3                     |   | Unión Alem Progresista | 0                | 2                | 2                |                  |  |                    |                   |                   |                   |                   |  |            |                   |                   |                   |                   |  |
|  |                        |                       |                       |                       |   | Unión Alem Progresista | 0                | 2                | 2                |                  |  |                    |                   |                   |                   |                   |  |            |                   |                   |                   |                   |  |
|  |                        |                       | La Amistad            | 1                     | 3 | 4                      |                  |                  |                  |                  |  |                    |                   |                   |                   |                   |  |            |                   |                   |                   |                   |  |
|  | Deportivo Villalonga   | 1                     | La Amistad            | 1                     | 3 | 4                      | 1                | 2                |                  |                  |  |                    |                   |                   |                   |                   |  |            |                   |                   |                   |                   |  |
|  | Deportivo Villalonga   | 1                     |                       |                       |   |                        |                  |                  |                  |                  |  |                    |                   |                   |                   |                   |  |            |                   |                   |                   |                   |  |
|  | La Amistad             | 4                     | 0                     | 4                     |   |                        |                  |                  |                  |                  |  |                    |                   |                   |                   |                   |  |            |                   |                   |                   |                   |  |
|  | La Amistad             | 4                     | 0                     | 4                     |   |                        |                  |                  |                  |                  |  | La Amistad         | 2                 | 4                 | 6                 |                   |  |            |                   |                   |                   |                   |  |
|  |                        |                       |                       |                       |   |                        |                  |                  |                  |                  |  | La Amistad         | 2                 | 4                 | 6                 |                   |  |            |                   |                   |                   |                   |  |
|  |                        |                       | Deportivo Rincón      | 3                     | 2 | 5                      |                  |                  |                  |                  |  |                    |                   |                   |                   |                   |  |            |                   |                   |                   |                   |  |
|  | Cruz del Sur (B)       | 1                     | Deportivo Rincón      | 3                     | 2 | 5                      | 3                | 4                |                  |                  |  |                    |                   |                   |                   |                   |  |            |                   |                   |                   |                   |  |
|  | Cruz del Sur (B)       | 1                     |                       |                       |   |                        |                  |                  |                  |                  |  |                    |                   |                   |                   |                   |  |            |                   |                   |                   |                   |  |
|  | Alianza (CC)           | 0                     | 0                     | 0                     |   |                        |                  |                  |                  |                  |  |                    |                   |                   |                   |                   |  |            |                   |                   |                   |                   |  |
|  | Alianza (CC)           | 0                     | 0                     | 0                     |   | Cruz del Sur (B)       | 0                | 2                | 2                |                  |  |                    |                   |                   |                   |                   |  |            |                   |                   |                   |                   |  |
|  |                        |                       |                       |                       |   | Cruz del Sur (B)       | 0                | 2                | 2                |                  |  |                    |                   |                   |                   |                   |  |            |                   |                   |                   |                   |  |
|  |                        |                       | Deportivo Rincón      | 1                     | 2 | 3                      |                  |                  |                  |                  |  |                    |                   |                   |                   |                   |  |            |                   |                   |                   |                   |  |
|  | Deportivo Rincón       | 6                     | Deportivo Rincón      | 1                     | 2 | 3                      | 5                | 11               |                  |                  |  |                    |                   |                   |                   |                   |  |            |                   |                   |                   |                   |  |
|  | Deportivo Rincón       | 6                     |                       |                       |   |                        |                  |                  |                  |                  |  |                    |                   |                   |                   |                   |  |            |                   |                   |                   |                   |  |
|  | Chicago (B)            | 1                     | 2                     | 3                     |   |                        |                  |                  |                  |                  |  |                    |                   |                   |                   |                   |  |            |                   |                   |                   |                   |  |
|  | Chicago (B)            | 1                     | 2                     | 3                     |   |                        |                  |                  |                  |                  |  |                    |                   |                   |                   |                   |  | La Amistad | 1                 | 2                 | 3                 |                   |  |
|  |                        |                       |                       |                       |   |                        |                  |                  |                  |                  |  |                    |                   |                   |                   |                   |  | La Amistad | 1                 | 2                 | 3                 |                   |  |
|  |                        |                       | Jorge Newbery (CR)    | 1                     | 3 | 4                      |                  |                  |                  |                  |  |                    |                   |                   |                   |                   |  |            |                   |                   |                   |                   |  |
|  | Jorge Newbery (CR)     | 1                     | Jorge Newbery (CR)    | 1                     | 3 | 4                      | 1                | 2(6)             |                  |                  |  |                    |                   |                   |                   |                   |  |            |                   |                   |                   |                   |  |
|  | Jorge Newbery (CR)     | 1                     |                       |                       |   |                        |                  |                  |                  |                  |  |                    |                   |                   |                   |                   |  |            |                   |                   |                   |                   |  |
|  | Germinal               | 1                     | 1                     | 2(5)                  |   |                        |                  |                  |                  |                  |  |                    |                   |                   |                   |                   |  |            |                   |                   |                   |                   |  |
|  | Germinal               | 1                     | 1                     | 2(5)                  |   | Jorge Newbery (CR)     | 0                | 4                | 4                |                  |  |                    |                   |                   |                   |                   |  |            |                   |                   |                   |                   |  |
|  |                        |                       |                       |                       |   | Jorge Newbery (CR)     | 0                | 4                | 4                |                  |  |                    |                   |                   |                   |                   |  |            |                   |                   |                   |                   |  |
|  |                        |                       | Juan José Moreno      | 0                     | 1 | 1                      |                  |                  |                  |                  |  |                    |                   |                   |                   |                   |  |            |                   |                   |                   |                   |  |
|  | Juan José Moreno       | 2                     | Juan José Moreno      | 0                     | 1 | 1                      | 4                | 6                |                  |                  |  |                    |                   |                   |                   |                   |  |            |                   |                   |                   |                   |  |
|  | Juan José Moreno       | 2                     |                       |                       |   |                        |                  |                  |                  |                  |  |                    |                   |                   |                   |                   |  |            |                   |                   |                   |                   |  |
|  | Deportivo Roca         | 1                     | 3                     | 4                     |   |                        |                  |                  |                  |                  |  |                    |                   |                   |                   |                   |  |            |                   |                   |                   |                   |  |
|  | Deportivo Roca         | 1                     | 3                     | 4                     |   |                        |                  |                  |                  |                  |  | Jorge Newbery (CR) | 0                 | 1                 | 1                 |                   |  |            |                   |                   |                   |                   |  |
|  |                        |                       |                       |                       |   |                        |                  |                  |                  |                  |  | Jorge Newbery (CR) | 0                 | 1                 | 1                 |                   |  |            |                   |                   |                   |                   |  |
|  |                        |                       | Boxing Club           | 0                     | 0 | 0                      |                  |                  |                  |                  |  |                    |                   |                   |                   |                   |  |            |                   |                   |                   |                   |  |
|  | Boxing Club            | 2                     | Boxing Club           | 0                     | 0 | 0                      | 2                | 4                |                  |                  |  |                    |                   |                   |                   |                   |  |            |                   |                   |                   |                   |  |
|  | Boxing Club            | 2                     |                       |                       |   |                        |                  |                  |                  |                  |  |                    |                   |                   |                   |                   |  |            |                   |                   |                   |                   |  |
|  | Camioneros (RG)        | 0                     | 0                     | 0                     |   |                        |                  |                  |                  |                  |  |                    |                   |                   |                   |                   |  |            |                   |                   |                   |                   |  |
|  | Camioneros (RG)        | 0                     | 0                     | 0                     |   | Boxing Club            | 1                | 3                | 4                |                  |  |                    |                   |                   |                   |                   |  |            |                   |                   |                   |                   |  |
|  |                        |                       |                       |                       |   | Boxing Club            | 1                | 3                | 4                |                  |  |                    |                   |                   |                   |                   |  |            |                   |                   |                   |                   |  |
|  |                        |                       | Independiente (PSJ)   | 0                     | 0 | 0                      |                  |                  |                  |                  |  |                    |                   |                   |                   |                   |  |            |                   |                   |                   |                   |  |
|  | Petroquímica           | 0                     | Independiente (PSJ)   | 0                     | 0 | 0                      | 2                | 2                |                  |                  |  |                    |                   |                   |                   |                   |  |            |                   |                   |                   |                   |  |
|  | Petroquímica           | 0                     |                       |                       |   |                        |                  |                  |                  |                  |  |                    |                   |                   |                   |                   |  |            |                   |                   |                   |                   |  |
|  | Independiente (PSJ)    | 3                     | 0                     | 3                     |   |                        |                  |                  |                  |                  |  |                    |                   |                   |                   |                   |  |            |                   |                   |                   |                   |  |
|  | Independiente (PSJ)    | 3                     | 0                     | 3                     |   |                        |                  |                  |                  |                  |  |                    |                   |                   |                   |                   |  |            |                   |                   |                   |                   |  |
|  |                        |                       |                       |                       |   |                        |                  |                  |                  |                  |  |                    |                   |                   |                   |                   |  |            |                   |                   |                   |                   |  |

## Etapa final
La disputaron los ocho equipos ganadores de la eliminatoria. Se enfrentaron en cuatro finales predeterminadas, organizadas geográficamente y en estadio neutral. En caso de empate, se ejecutaron tiros desde el punto penal.
Los vencedores de cada una de ellas ascendieron al Torneo Federal A.
Enfrentamientos
- Ganador de la Región Patagónica con ganador de la Región Bonaerense Pampeana Sur.
- Ganador de la Región Bonaerense Pampeana Norte con ganador de la Región Centro.
- Ganador de la Región Litoral Norte con ganador de la Región Norte.
- Ganador de la Región Litoral Sur con ganador de la Región Cuyo.

### Clasificados
| Región                    | Equipo                 |
| ------------------------- | ---------------------- |
| Norte                     | Juventud Antoniana     |
| Litoral Norte             | Guaraní Antonio Franco |
| Centro                    | Argentino (MM)         |
| Litoral Sur               | Atlético Paraná        |
| Cuyo                      | Juventud Alianza       |
| Bonaerense Pampeana Norte | Rivadavia (L)          |
| Bonaerense Pampeana Sur   | Liniers (BB)           |
| Patagónica                | Jorge Newbery (CR)     |

### Primer ascenso
| 20 de febrero, 18:00                      | Jorge Newbery (CR) | 0:2 (0:2) | Liniers (BB)       | Estadio Tricolor, Carmen de Patagones |                         |
|                                           |                    |           | 3' 35' M. Martínez | Árbitro(s): Pablo Núñez               | Árbitro(s): Pablo Núñez |
| Liniers (BB) ascendió al Torneo Federal A |                    |           |                    |                                       |                         |

### Segundo ascenso
| 20 de febrero, 18:00                        | Rivadavia (L)                                               | 1:1 (1:0) (4:5 p.)         | Argentino (MM)                                          | Estadio Gigante de la 9, Carcarañá |                            |
|                                             | Felissia 24'                                                |                            | 47' Baier                                               | Árbitro(s): Enzo Silvestre         | Árbitro(s): Enzo Silvestre |
|                                             |                                                             | Tiros desde el punto penal |                                                         |                                    |                            |
|                                             | Villegas · Tarasco · Lucero · G. Suárez · Macías · Felissia |                            | Soto · Rassol · Vilarchik · Baier · C. González · Bonet |                                    |                            |
| Argentino (MM) ascendió al Torneo Federal A |                                                             |                            |                                                         |                                    |                            |

### Tercer ascenso
| 20 de febrero, 18:00                            | Guaraní Antonio Franco | 0:1 (0:1) | Juventud Antoniana | Estadio Arturo Miranda, Santiago del Estero |                          |
|                                                 |                        |           | 37' Mbombaj        | Árbitro(s): Nahuel Viñas                    | Árbitro(s): Nahuel Viñas |
| Juventud Antoniana ascendió al Torneo Federal A |                        |           |                    |                                             |                          |

### Cuarto ascenso
| 20 de febrero, 18:00                          | Atlético Paraná                               | 3:0 (2:0) | Juventud Alianza | Estadio Antonio Candini, Río Cuarto |                           |
|                                               | Stupiski 37' Clavijo Gerlo 39' · Schvindt 79' |           |                  | Árbitro(s): Gastón Monsón           | Árbitro(s): Gastón Monsón |
| Atlético Paraná ascendió al Torneo Federal A. |                                               |           |                  |                                     |                           |

## Goleadores
| Pos. | Jugador             | Equipo              | Goles |
| ---- | ------------------- | ------------------- | ----- |
| 1    | Brian Parada        | Acción Juvenil (GD) | 11    |
| 2    | Raúl Lettari        | Sarmiento (LB)      | 9     |
| 2    | David Romero Neyra  | Andino              | 9     |
| 3    | César Daniel Encina | Argentino (MM)      | 8     |
| 3    | Adrián Martínez     | Colonial Ferré      | 8     |
| 3    | Manuel Rivas        | Deportivo Fontana   | 8     |
| 3    | Enzo Romero         | Deportivo Rincón    | 8     |